# Ogrody Watykańskie

Mapa Watykanu z Ogrodami Watykańskimi

Ogrody Watykańskie (wł. Giardini Vaticani) – zespół ogrodowo-parkowy o powierzchni około 23 hektarów w Watykanie.
Na Ogrody Watykańskie składają się założenia ogrodowe i parkowe powstałe w różnych okresach historii siedziby papieży. Ogrody okalają budynki użyteczności publicznej i mieszkalne państwa-miasta. Od 2012 roku w ogrodach znajduje się 100 fontann, do których wodę doprowadza akwedukt zbudowany za papieża Pawła V. Ostatnią, dedykowaną św. Józefowi, ufundowało stowarzyszenie Patrons of arts in the Vatican Museum, ofiarowując ją papieżowi Benedyktowi XVI.
Ogrody Watykańskie nie były dostępne dla turystów zwiedzających Watykan aż do czasów Piusa XII (pontyfikat 1939–1958).

## Historia
Ogrody na Wzgórzu Watykańskim zostały założone przez papieża Mikołaja III w 1279 roku. Za jego pontyfikatu istniał w pobliżu Bazyliki św. Piotra na Watykanie papieski dwór obronny, będący jedną z oficjalnych rezydencji. Nie była to jednak siedziba tak okazała jak średniowieczny Pałac Laterański. Mikołaj III wzniósł nową rezydencję na Watykanie, a przy niej urządził rozległe ogrody. Ród Orsinich, z którego wywodził się Mikołaj III, posiadał swoją siedzibę w twierdzy Montegiordano, położonej naprzeciwko Zamku Świętego Anioła. Pierwsze ogrody papieskie składały się z sadów (łac. pomerium), łąk (łac. pratellum) oraz ogrodów w ścisłym tego słowa znaczeniu (łac. viridarium). Ogrody zlokalizowane były w pobliżu wzgórza Sant’Egidio, gdzie dzisiaj wznosi się Palazzetto del Belvedere i krużganki Muzeów Watykańskich.
Papież Innocenty VIII zlecił architektowi Antoniemu del Pollaiolo wybudowanie letniej rezydencji, tzw. wł. Palazzetto del Belvedere. Z biegiem wieków na terenach pierwotnych ogrodów, pomiędzy pałacem papieża Mikołaja III a letnią rezydencją, kolejni papieże wznosili nowe budowle. Juliusz II zlecił Donato Bramantemu połączenie Pałacu Apostolskiego z Belwederem. W ten sposób powstały dwie dwupiętrowe równoległe galerie z tarasami. Budowę ukończono w 1546 roku. Zewnętrzną granicę państwa i w dużej części ogrodów wyznacza linia murów wzniesionych za pontyfikatów Pawła III i Piusa IV.
Za pontyfikatu Piusa IV wzniesiony został Domek Piusa IV (wł. Casina di Pio IV). Jest on zabytkiem sztuki renesansowej. Autorami projektu byli: Pirro Ligorio i Sallustio Peruzzi. Obok domku urządzono w czasach Piusa V ogród botaniczny. Za Grzegorza XIII zbudowano tzw. Wieżę Wiatrów (wł. Torre dei Venti), pierwsze watykańskie obserwatorium astronomiczne. Znaczenie Ogrodów Watykańskich pomniejszyło wybudowanie Pałacu Kwirynalskiego jako letniej rezydencji papieży, a w XVII wieku nabycie willi w Castel Gandolfo.
Papież Leon XIII wzniósł na szczycie Wzgórza Watykańskiego skromną willę, gdzie spędzał dużo czasu. Za Piusa X willę połączono podziemnym przejściem z Pałacem Apostolskim. Po podpisaniu Traktatu Laterańskiego w 1929 roku na terenie ogrodów zbudowano: Pałac Gubernatorski, Pałac Trybunału, Pałac św. Karola, stację kolejową, Kolegium Etiopskie oraz siedzibę Radia Watykańskiego.

## Opis
Ogrody Watykańskie zajmują prawie połowę obszaru Państwa Watykańskiego. Zajmują stok Wzgórza Watykańskiego. Z trzech stron otoczone są murami obronnymi z bastionami. Od strony wschodniej przylegają do absydy Bazyliki św. Piotra i długiego skrzydła Muzeów Watykańskich.

### Plac Pierwszych Męczenników
Wchodząc na teren ogrodów pod Łukiem Dzwonów (wł. Arco delle Campane), na lewo od monumentalnych schodów do bazyliki, mija się Plac Pierwszych Męczenników (wł. Piazza dei Protomartiri). Jest to teren dawnego Cyrku Nerona (wł. Circo di Nerone). Marmurowa płyta znajduje się w miejscu, w którym do 1584 roku stał egipski obelisk, przeniesiony na środek Placu Świętego Piotra. Do placu przylega od południa Kolegium Teutońskie z cmentarzem (Campo Santo Teutonico), od zachodu kanonia i zakrystia, od północy bazylika.

### Plac św. Marty
Na zachód od pl. Pierwszych Męczenników znajduje się Plac św. Marty. Bierze swą nazwę od nieistniejącego kościoła dedykowanego św. Marcie, siostrze św. Łazarza. W latach trzydziestych XX wieku wzniesiono przy nim pałace św. Karola i Trybunału oraz Dom św. Marty. Na zachód od Pałacu Trybunału znajdują się Pracownia Mozaik i watykańska stacja kolejowa. Na północ od Pałacu Trybunału usytuowany jest abisyński kościół św. Stefana.

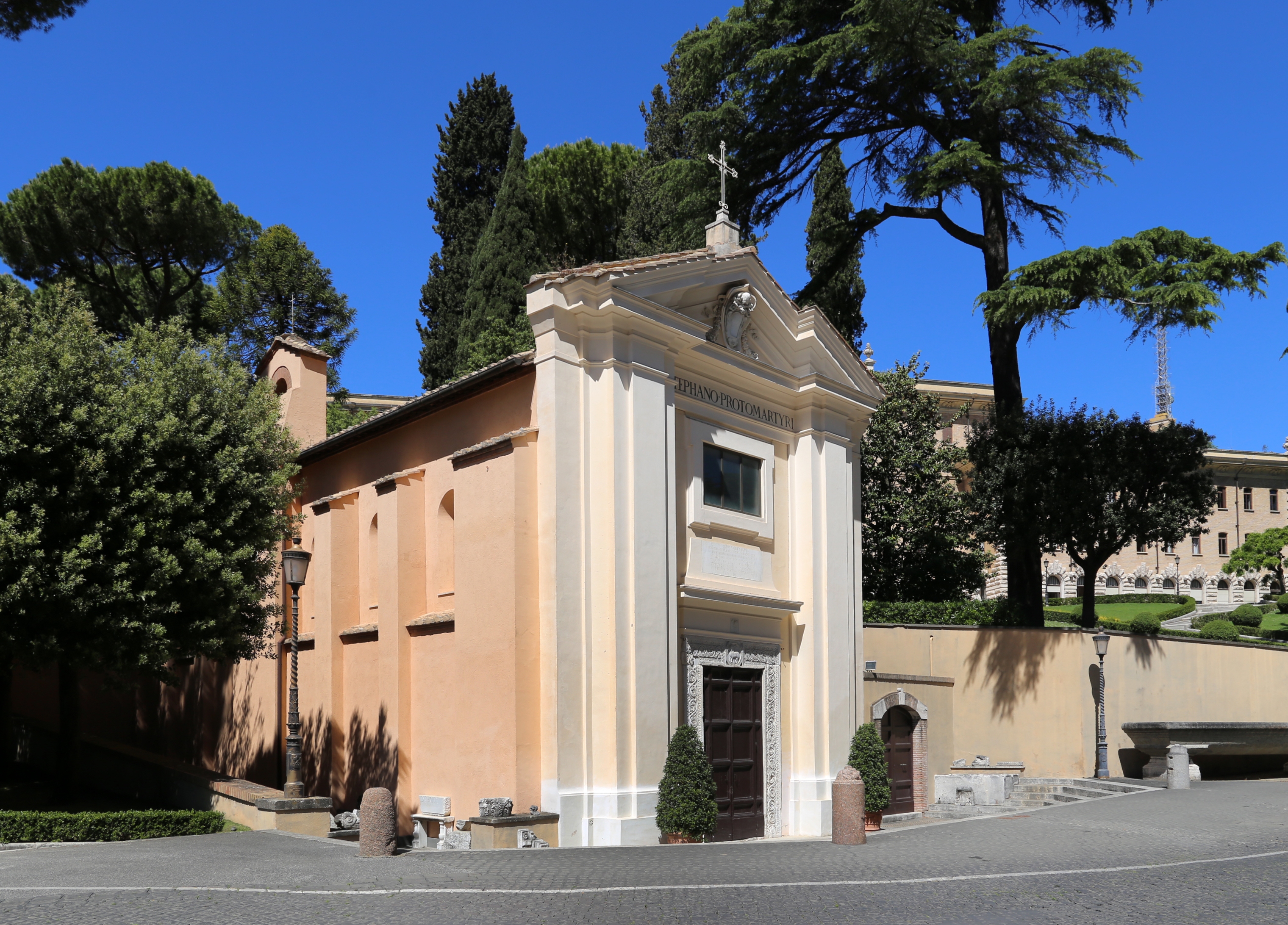
Kościół św. Stefana
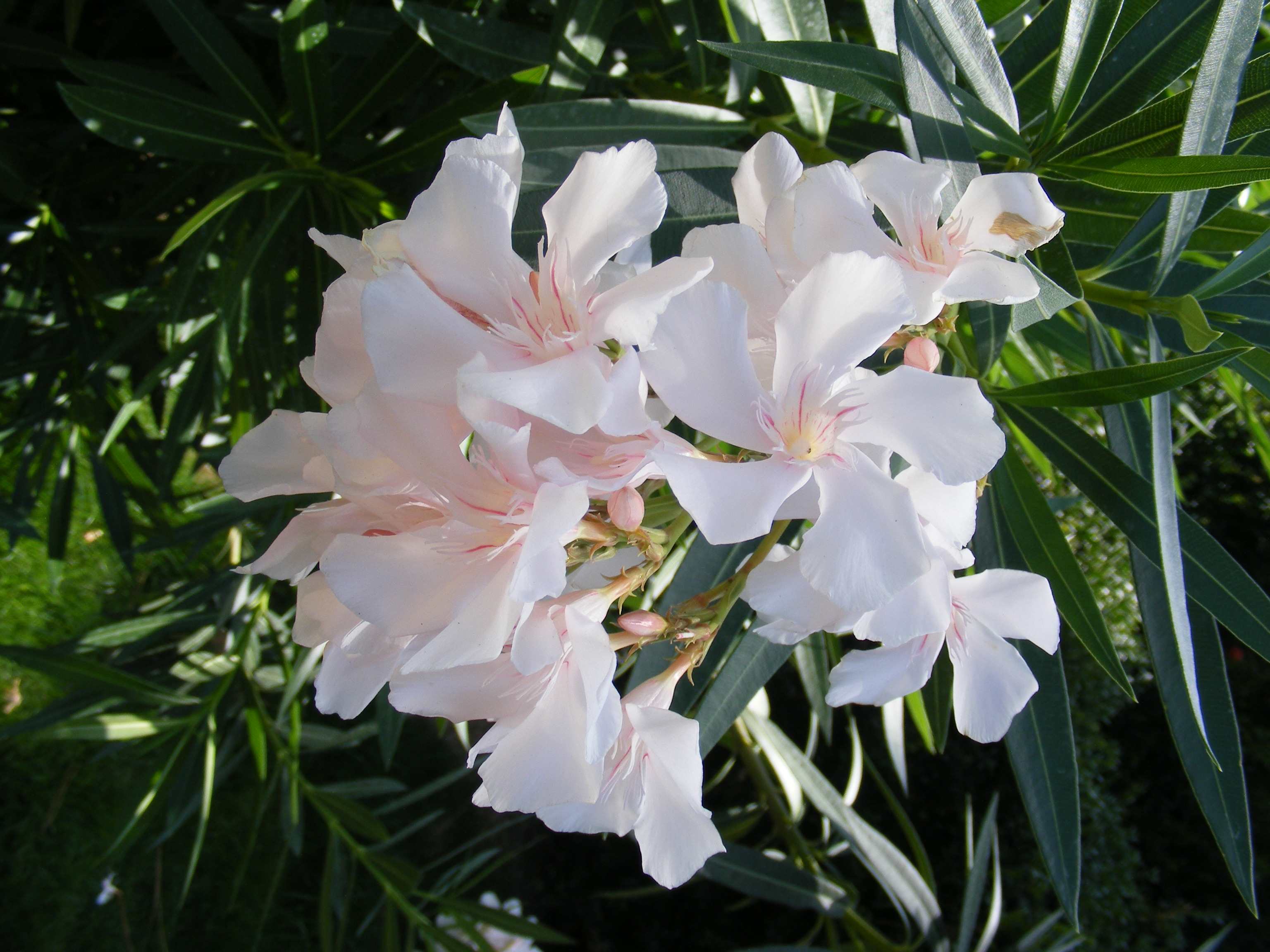
Kwitnący oleander

### Okolica Pałacu Gubernatoratu
Na północ od stacji i pracowni mozaik zlokalizowany jest Pałac Gubernatoratu (wł. Palazzo del Governatorato) z kaplicą Santa Maria Regina della Famiglia. Na trawniku przed siedzibą gubernatora ogrodnicy sadzą klomb kwiatowy w kształcie herbu panującego papieża. Rośliny zmieniane są w zależności od pór roku. Na północ od herbu z kwiatów fontanna, za nią statua św. Piotra.
Z pałacem sąsiaduje od strony zachodniej mur przyporowy ozdobiony wapiennymi skałami, przy nim ogród skalny. W ogrodzie skalnym znajduje się fontanna w formie omszałej groty. Na południe od Pałacu Gubernatoratu, ponad torami kolejowymi wykonana w trawertynie duża fontanna.

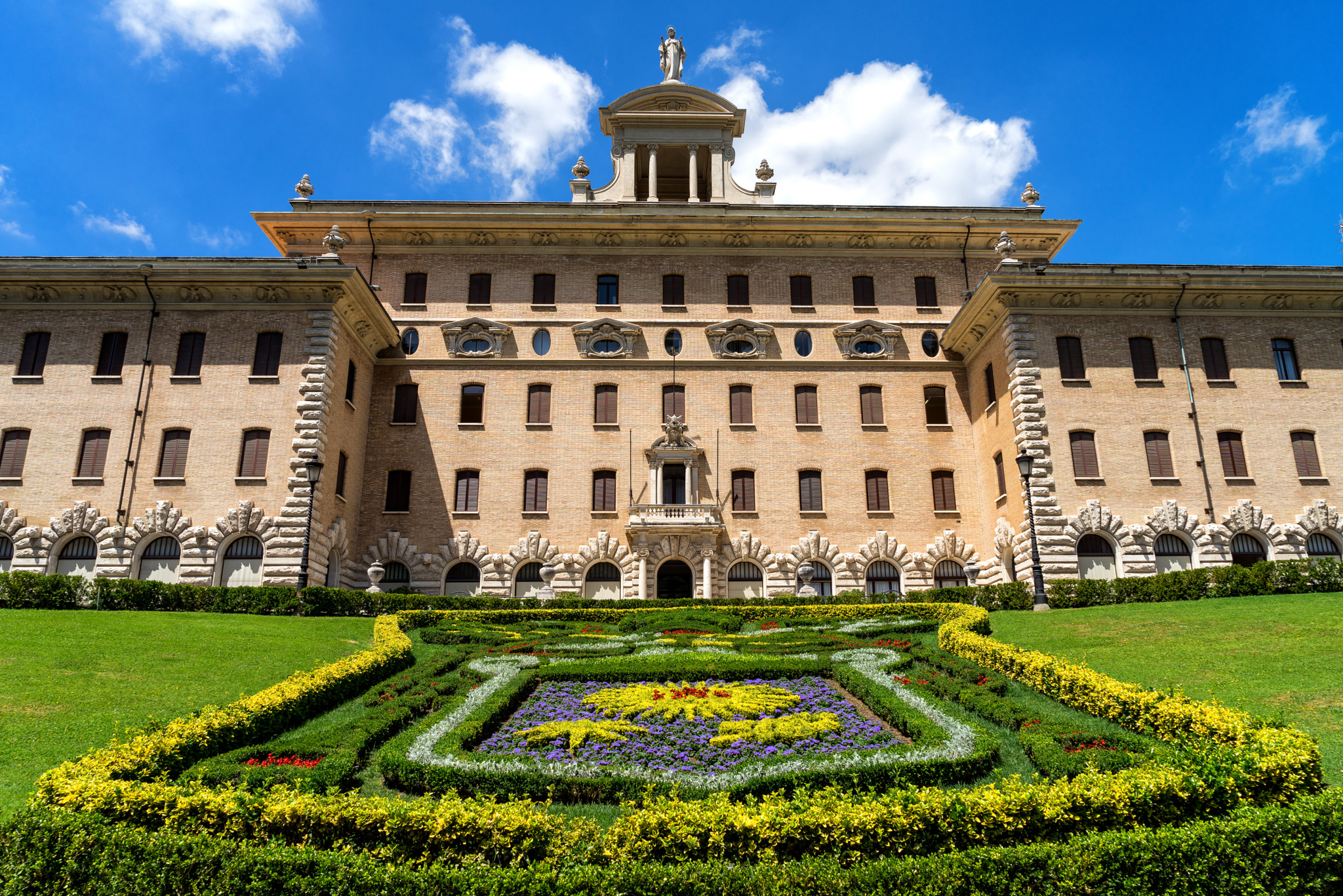
Pałac Gubernatoratu (2014)
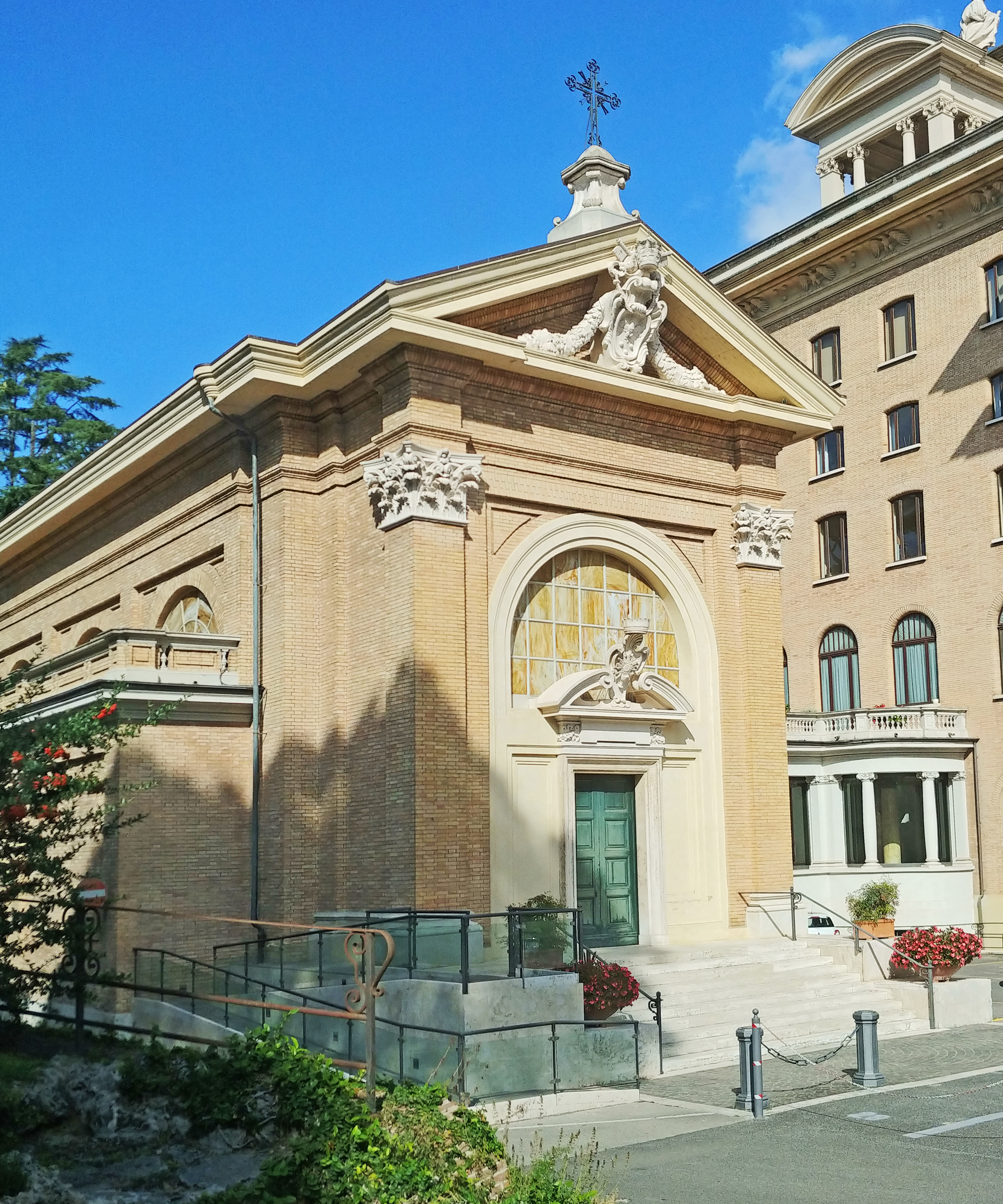
Kaplica Santa Maria Regina della Famiglia
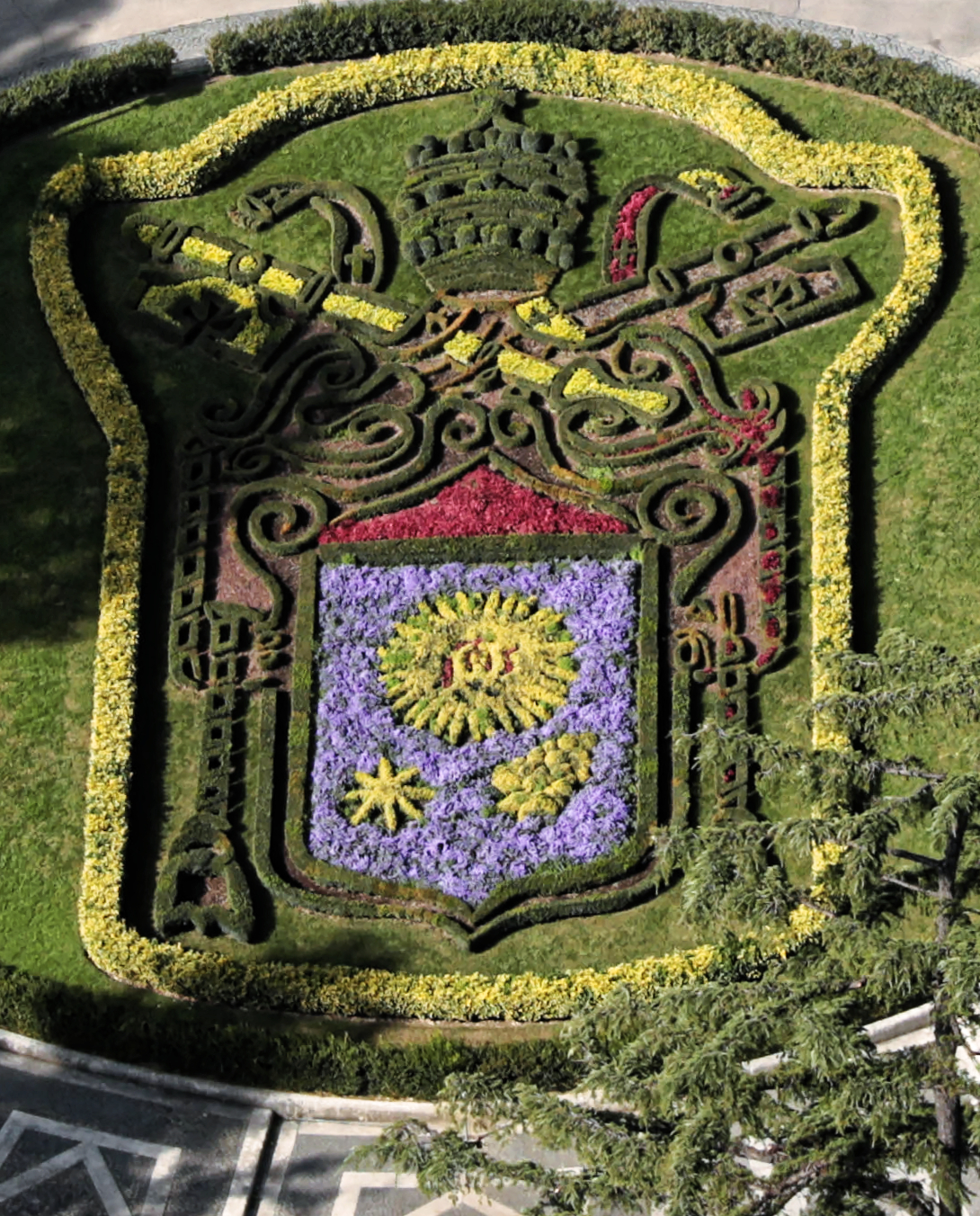
Herb papieski z kwiatów (2017)
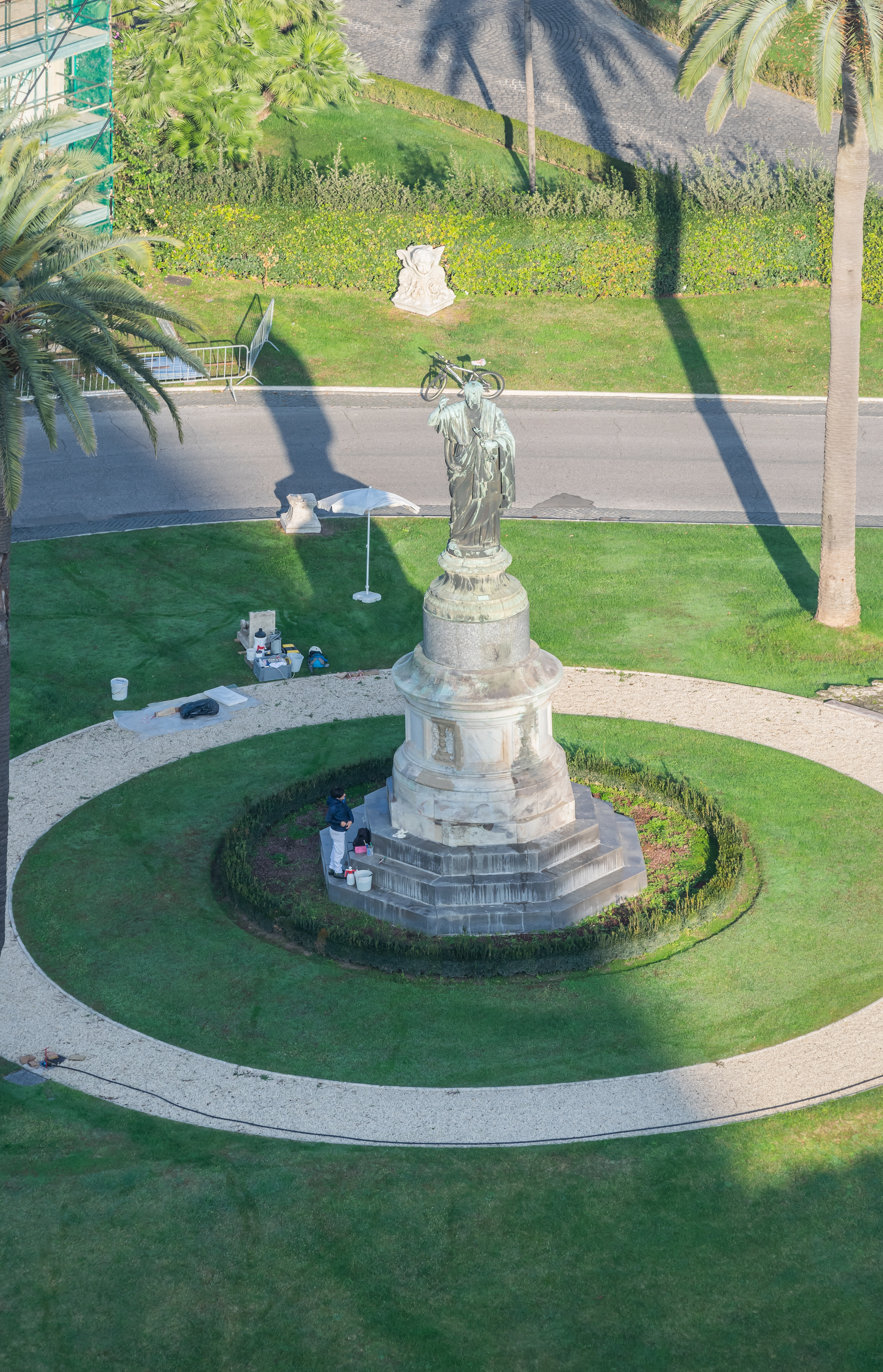
Statua św. Piotr
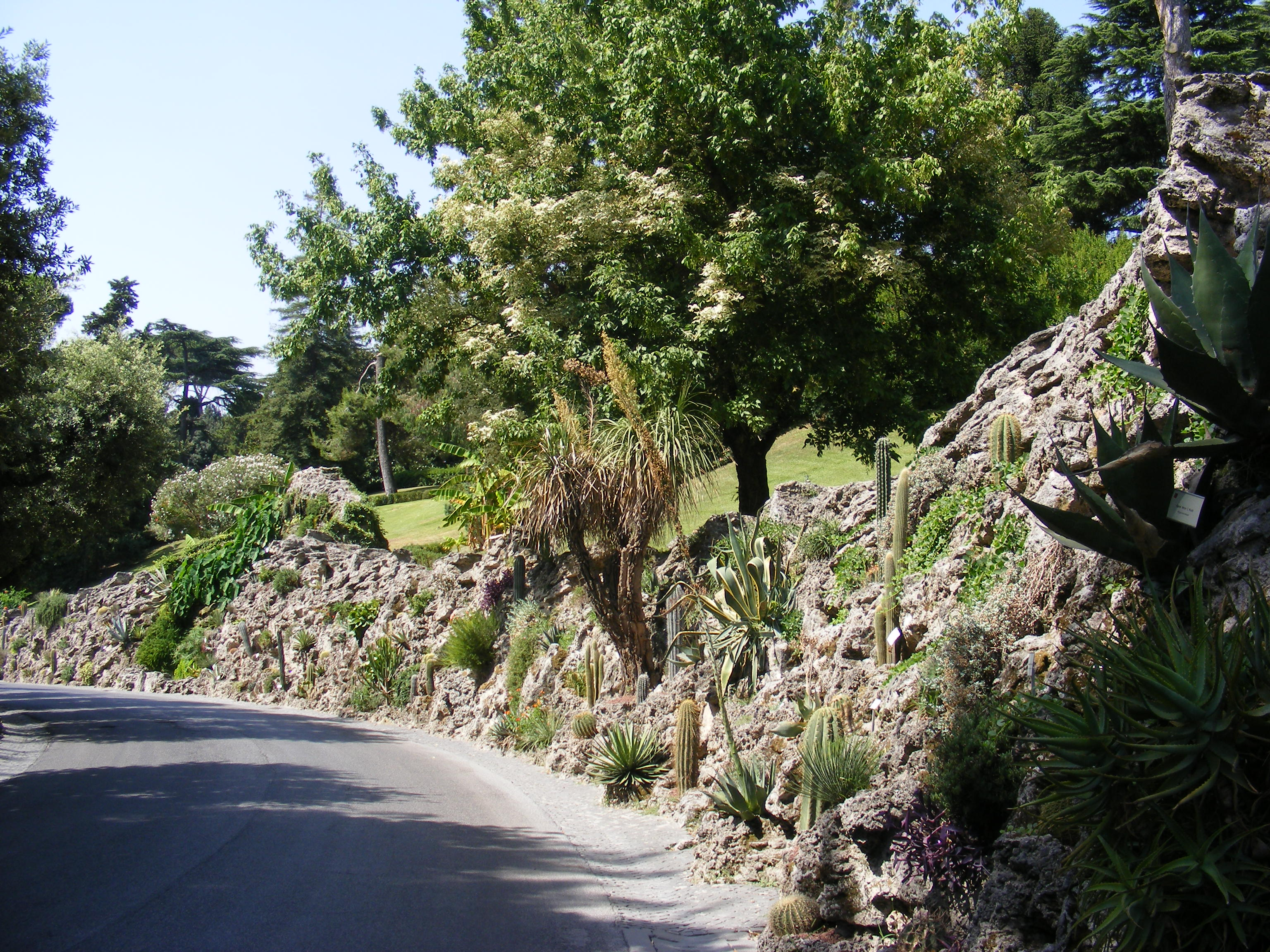
Kaktusy w pobliżu Pałacu Gubernatoratu
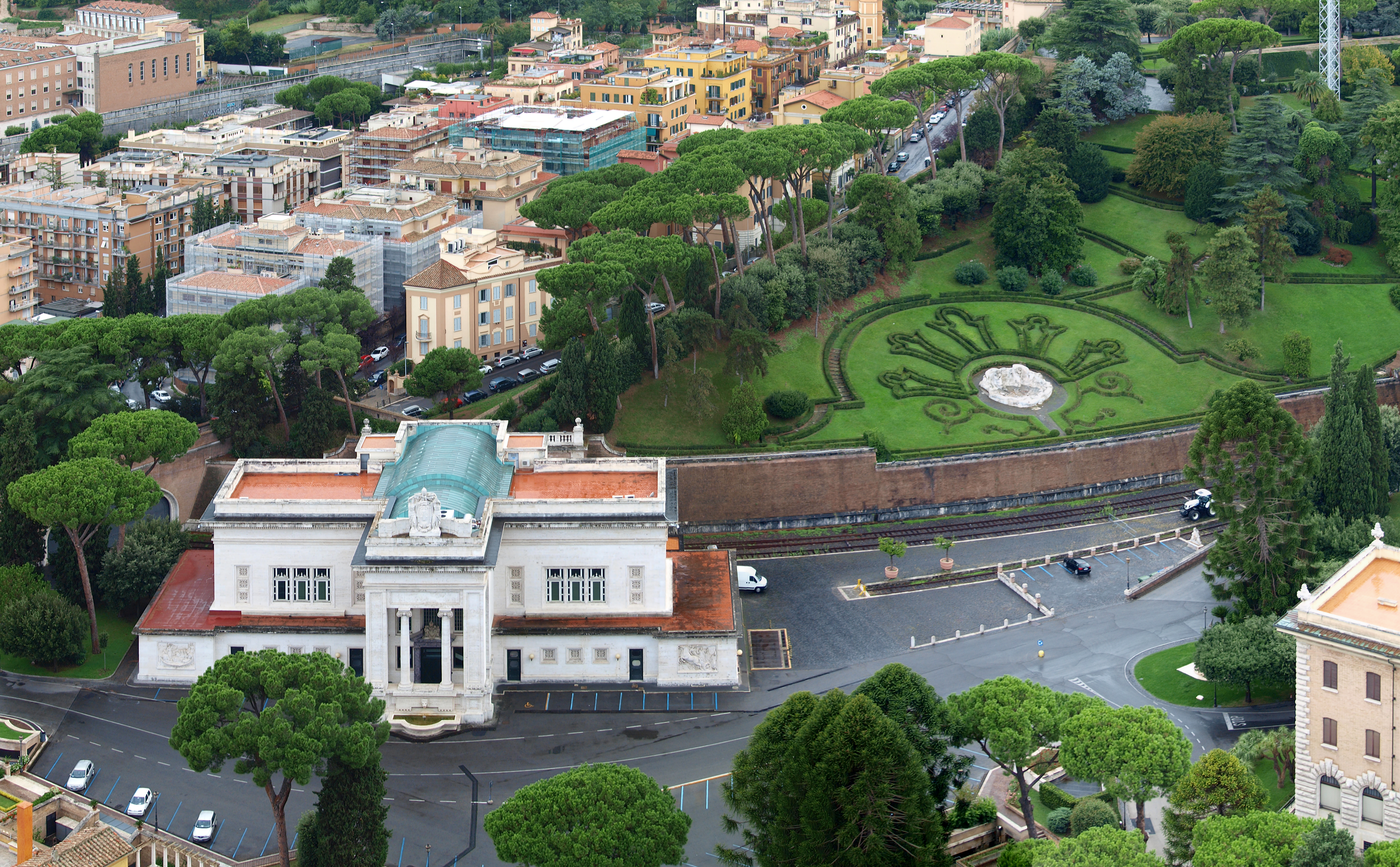
Stacja kolejowa i fontanna

### Ogród włoski
Na zachód od Pałacu Gubernatoratu, między budynkiem Kolegium etiopskiego i Radiem Watykańskim znajduje się Ogród włoski. Jego niskie żywopłoty wyznaczają kształty grządek kwiatowych i trawników. Ozdobą ogrodu są dwie okrągłe fontanny.

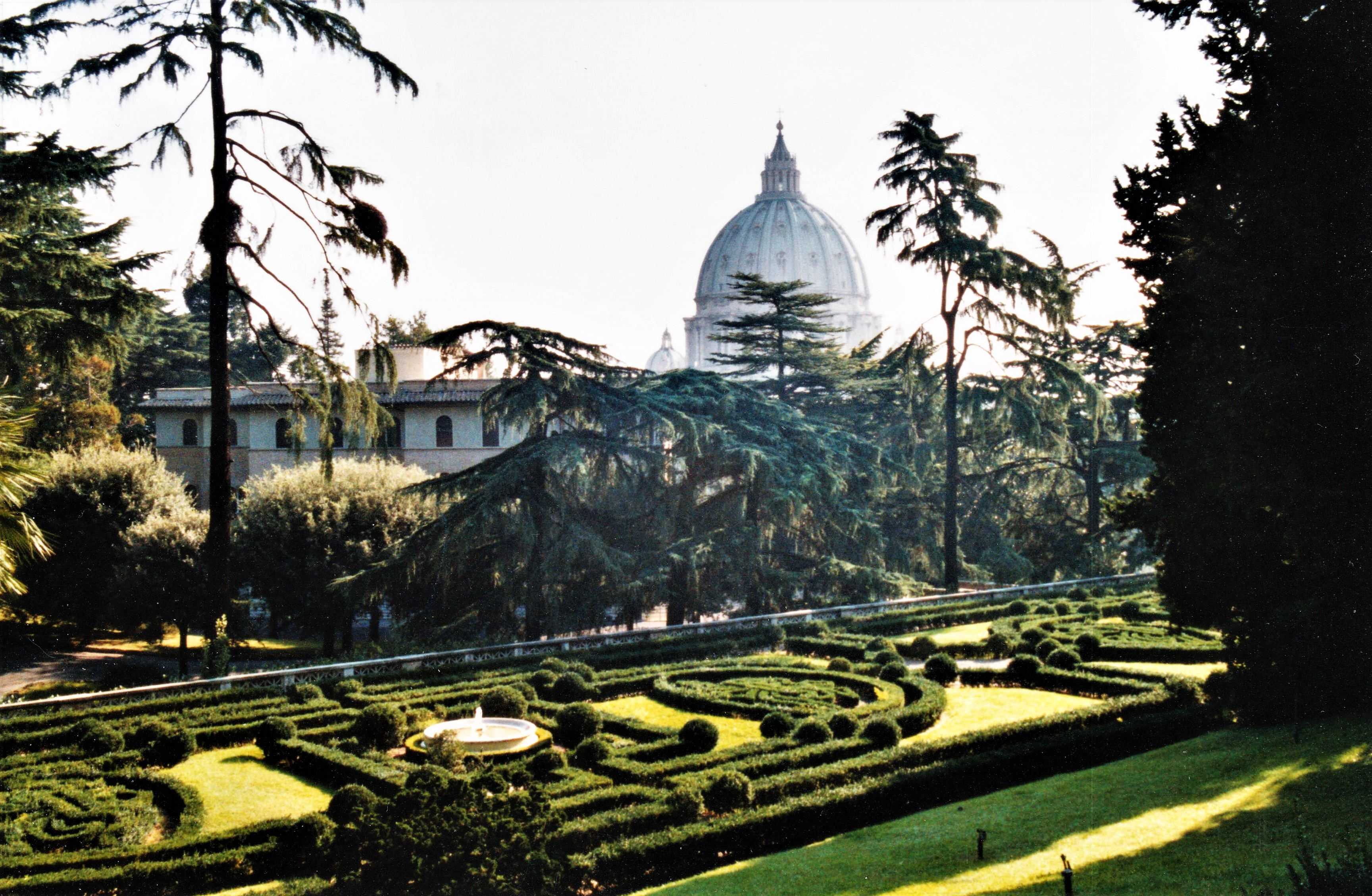
Ogród włoski (2005)
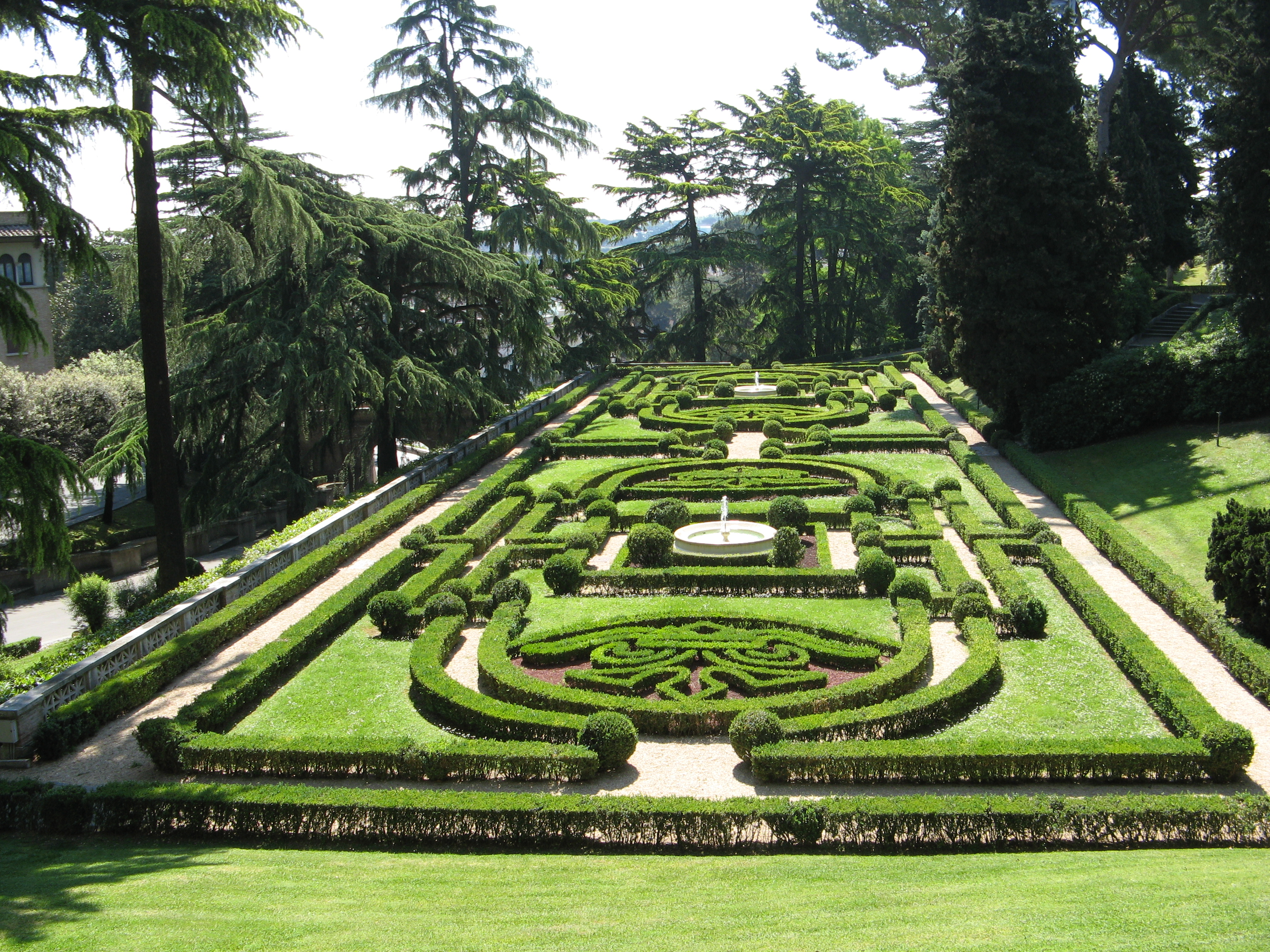
Ogród włoski (2012)
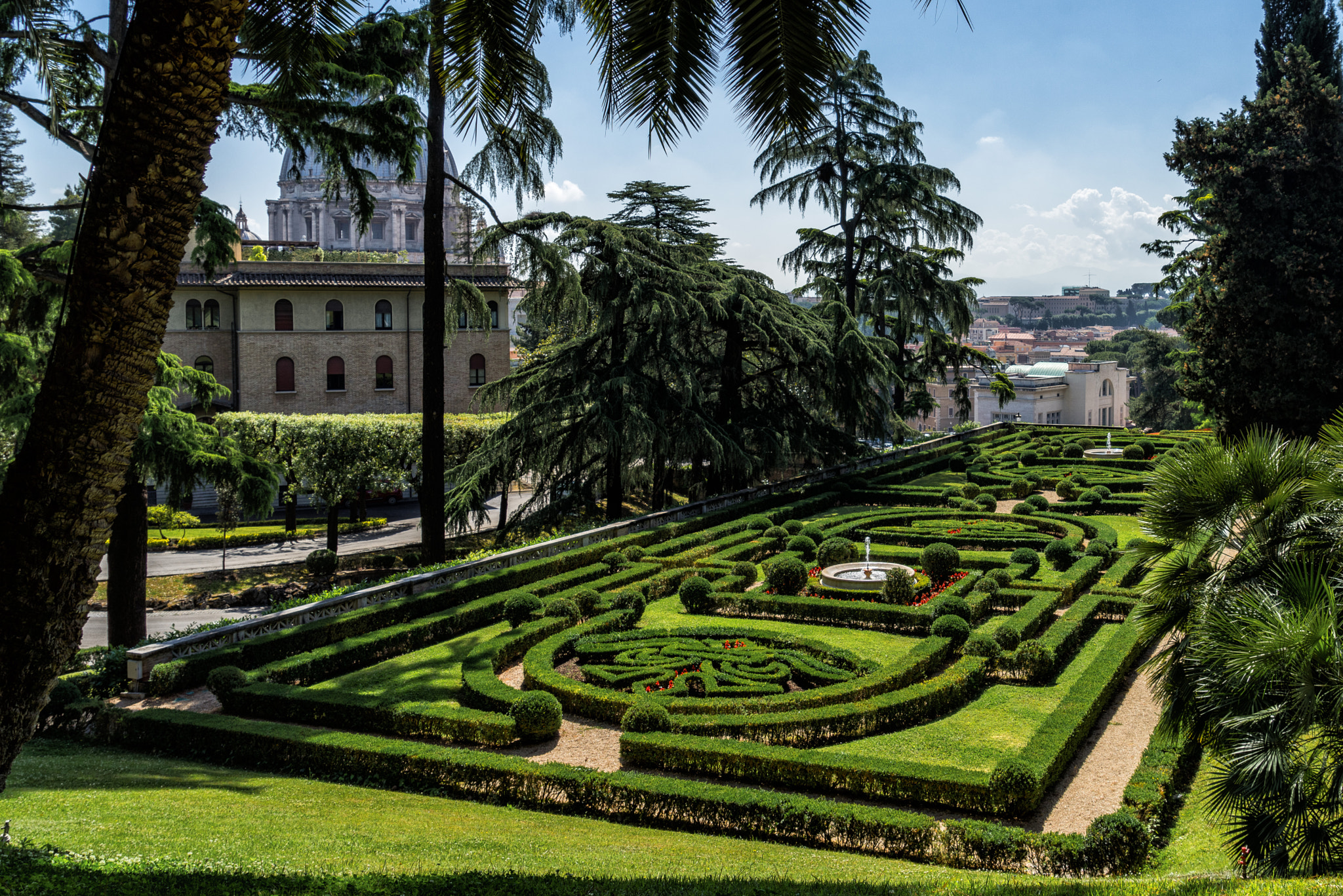
Ogród włoski (2014)
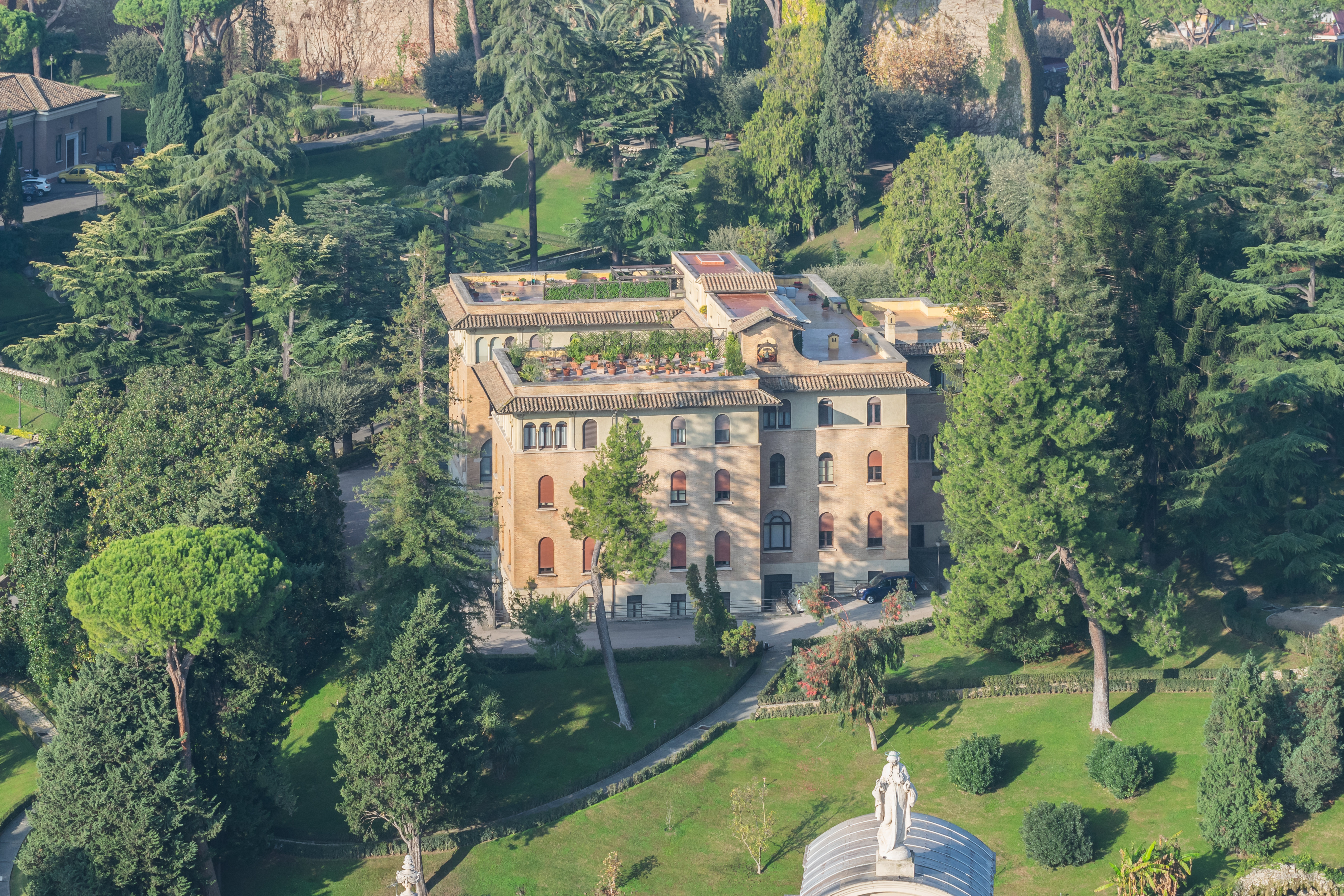
Kolegium etiopskie
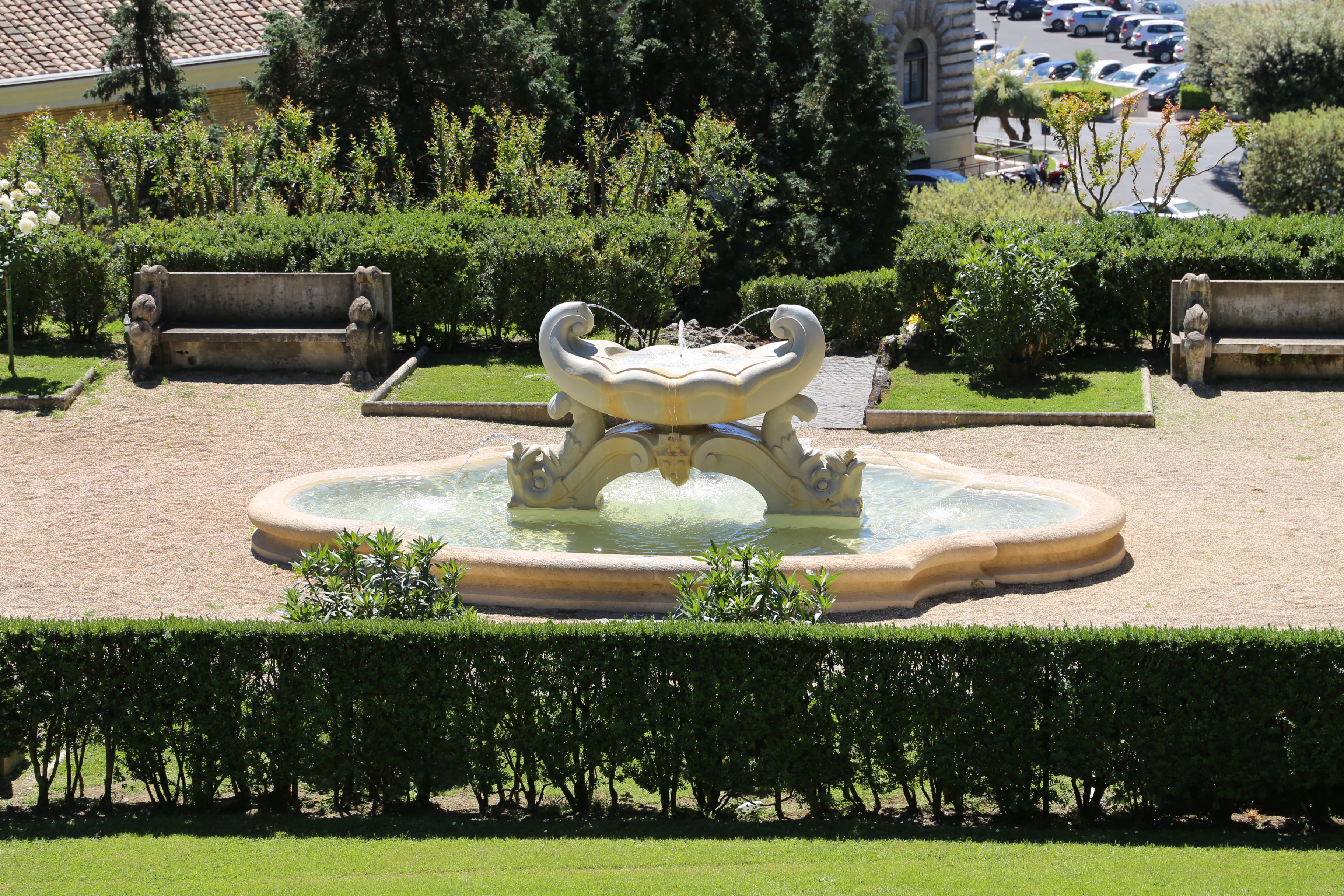
Fontanna w pobliżu Kolegium etiopskiego
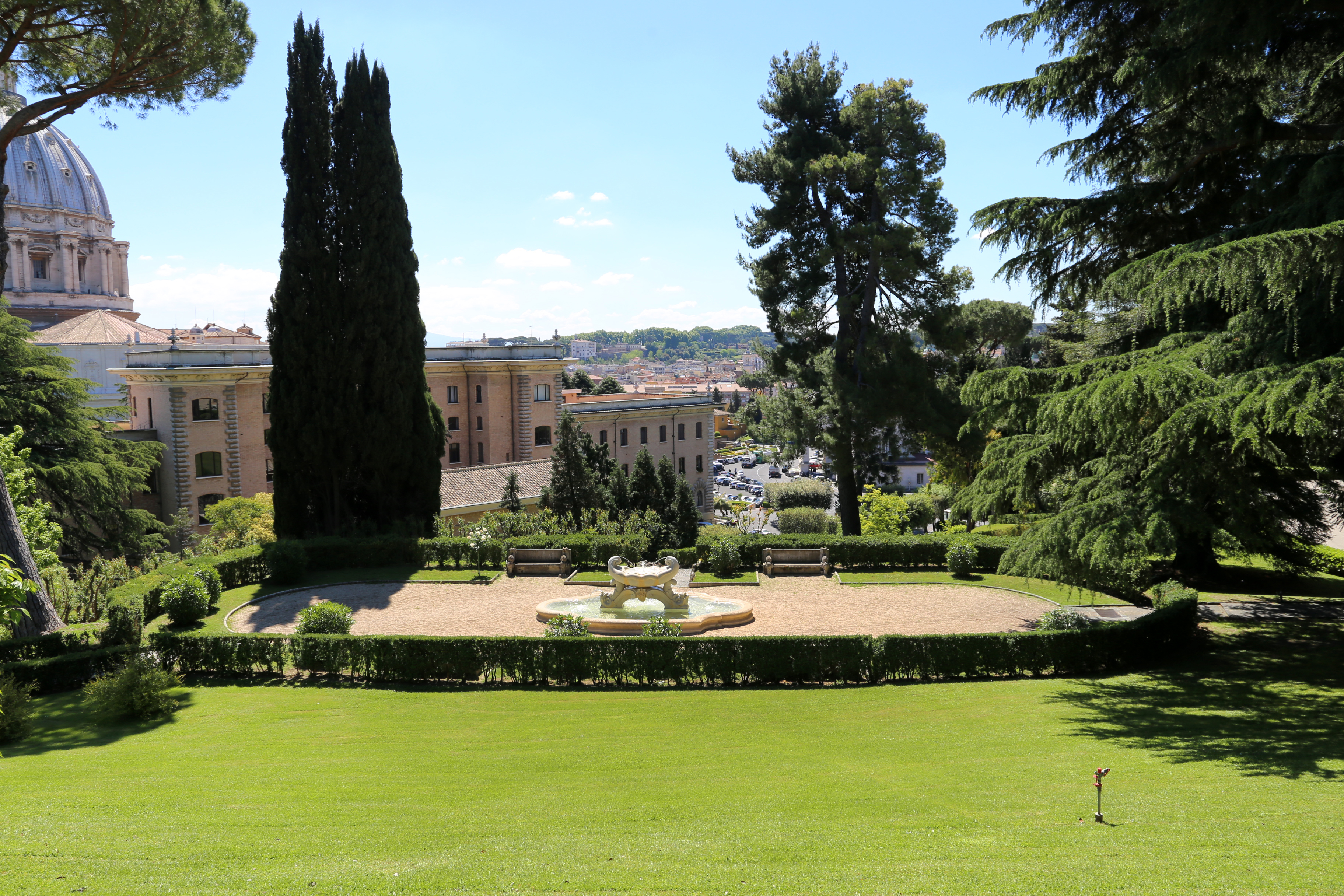
Ogród w pobliżu Kolegium etiopskiego
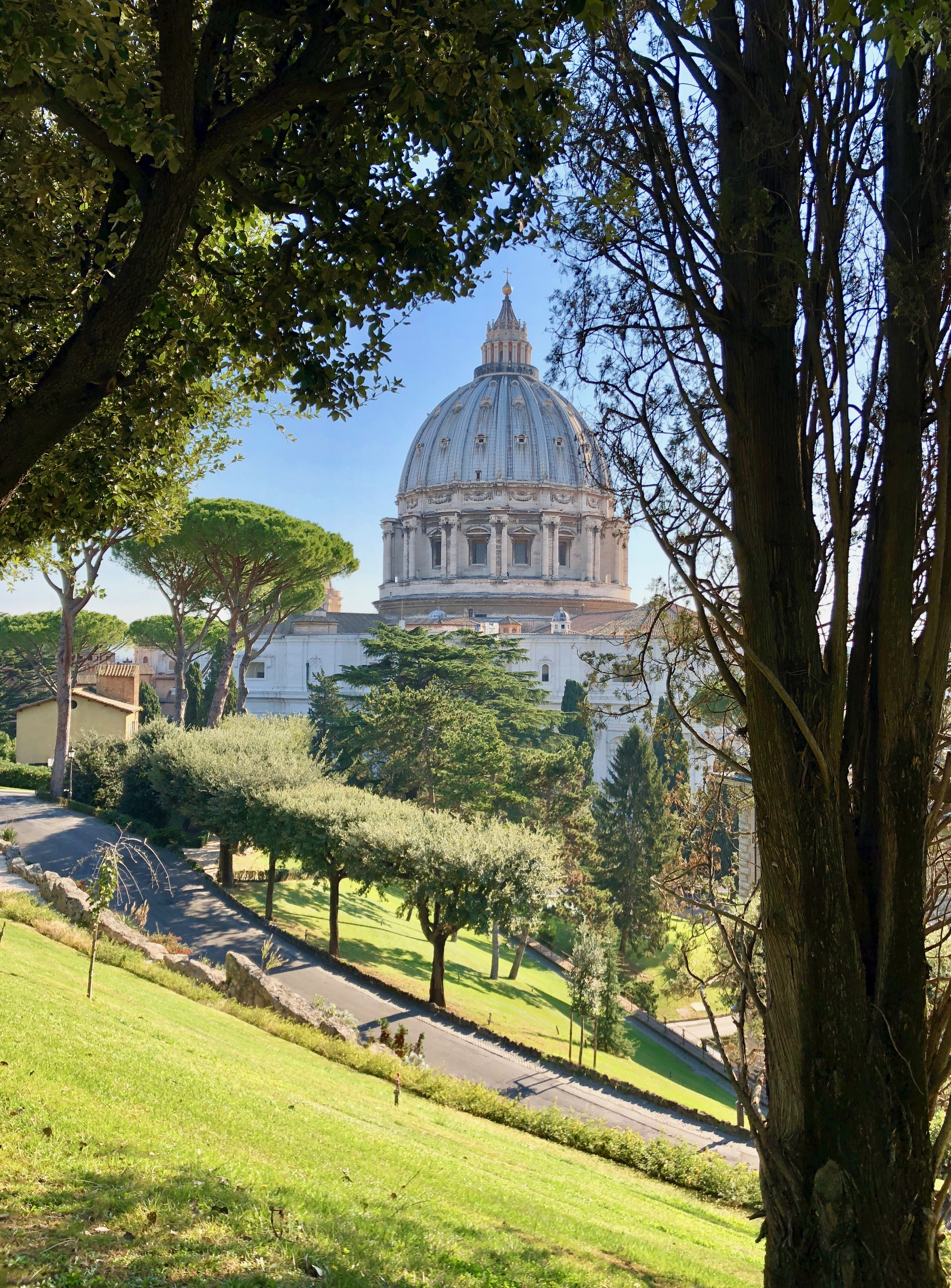
Kopuła bazyliki od strony Kolegium etiopskiego

### Okolica Wieży św. Jana
Wieża jest częścią murów z czasów papieża Leona IV. Wieża stoi na szczycie wzniesienia. W jej wnętrzu urządzone są apartamenty, z których korzystał Jan XXIII, patriarcha Atenagoras oraz Jan Paweł II, gdy przygotowywano jego mieszkanie w Pałacu Apostolskim zaraz po wyborze w październiku 1978 roku. W pobliżu dzwon Wielkiego Jubileuszu 2000 i kapliczka dedykowana św. Teresie z Lisieux. Figura świętej jest kopią rzeźby z karmelu w Lisieux.
Na łagodnym stoku opadającym w kierunku północno-wschodnim od heliportu części leśnej urządzono ogród z sezonowymi kwiatami. Ogród zdobi fontanna i pomnik św. Juana Diego. Od północnego zachodu granicę ogrodu wyznacza zewnętrzny mur graniczny z XVI wieku, od południowego wschodu mur z czasów papieża Leona IV. Na końcu ogrodu znajduje się kopia Groty Lourdzkiej z 1902 roku oraz współczesna rzeźba upamiętniająca zamach na Jana Pawła II w 1981 roku.

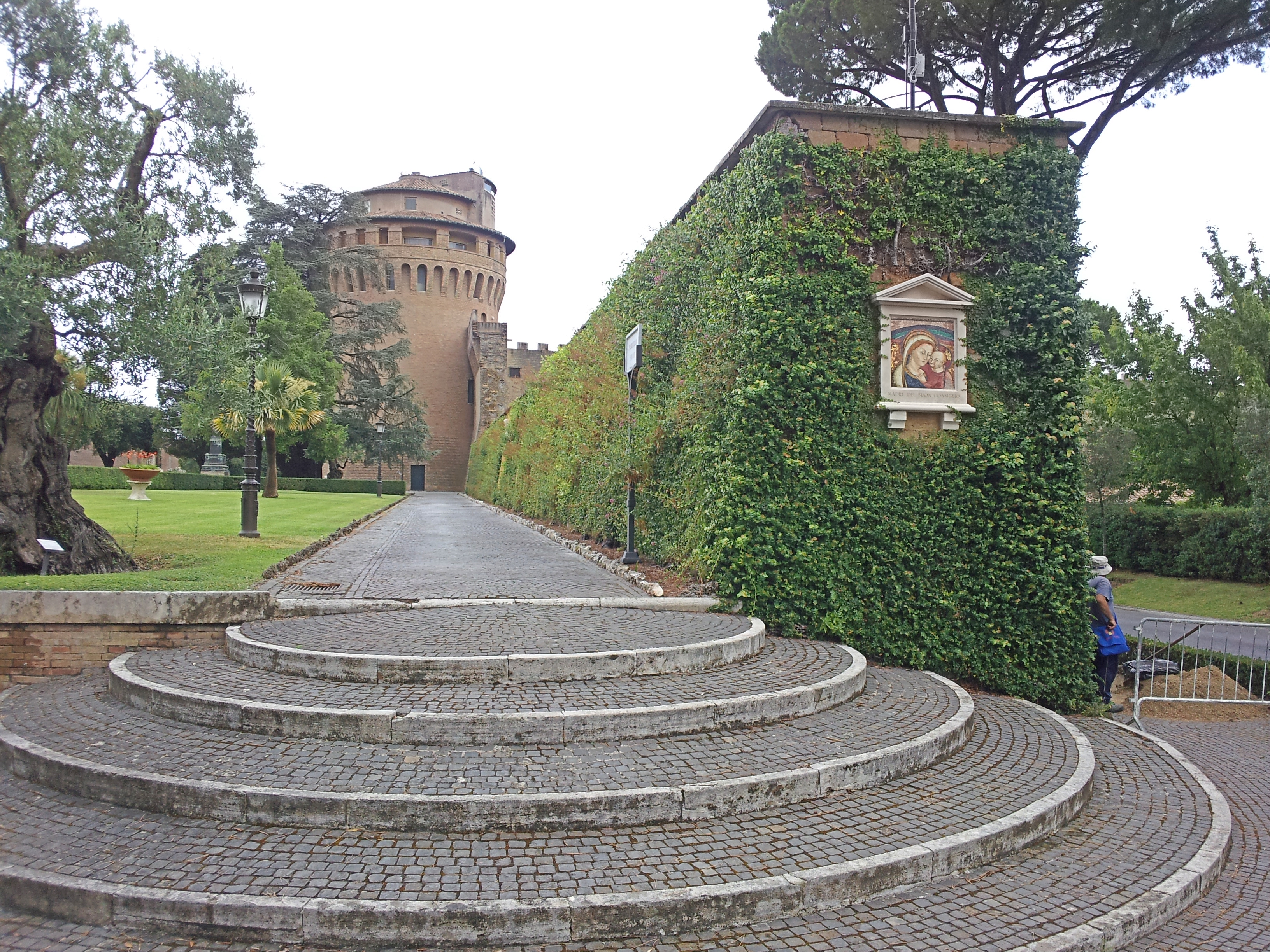
Wieża św. Jana i fragment murów z XVI w.
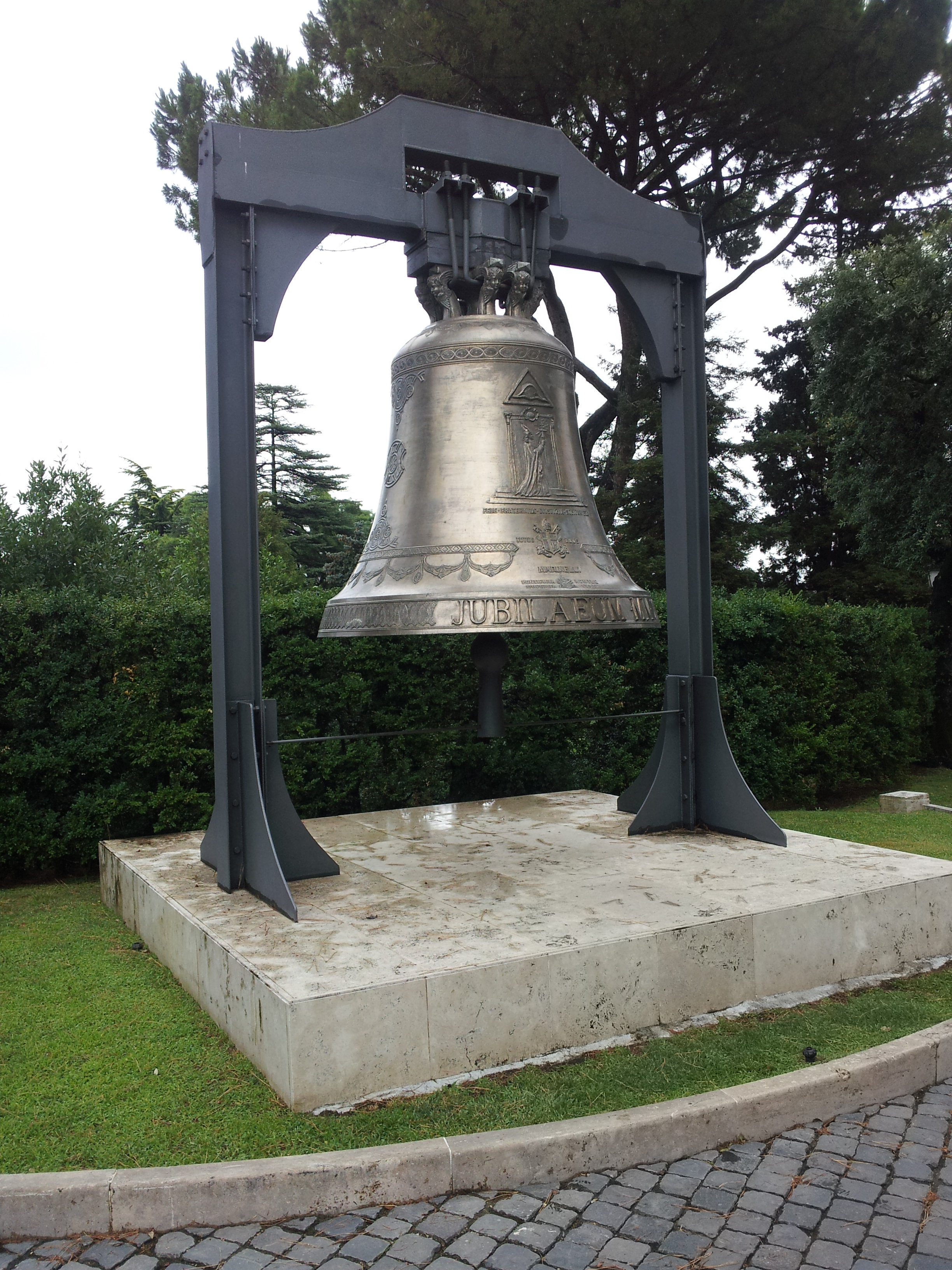
Dzwon Wielkiego Jubileuszu
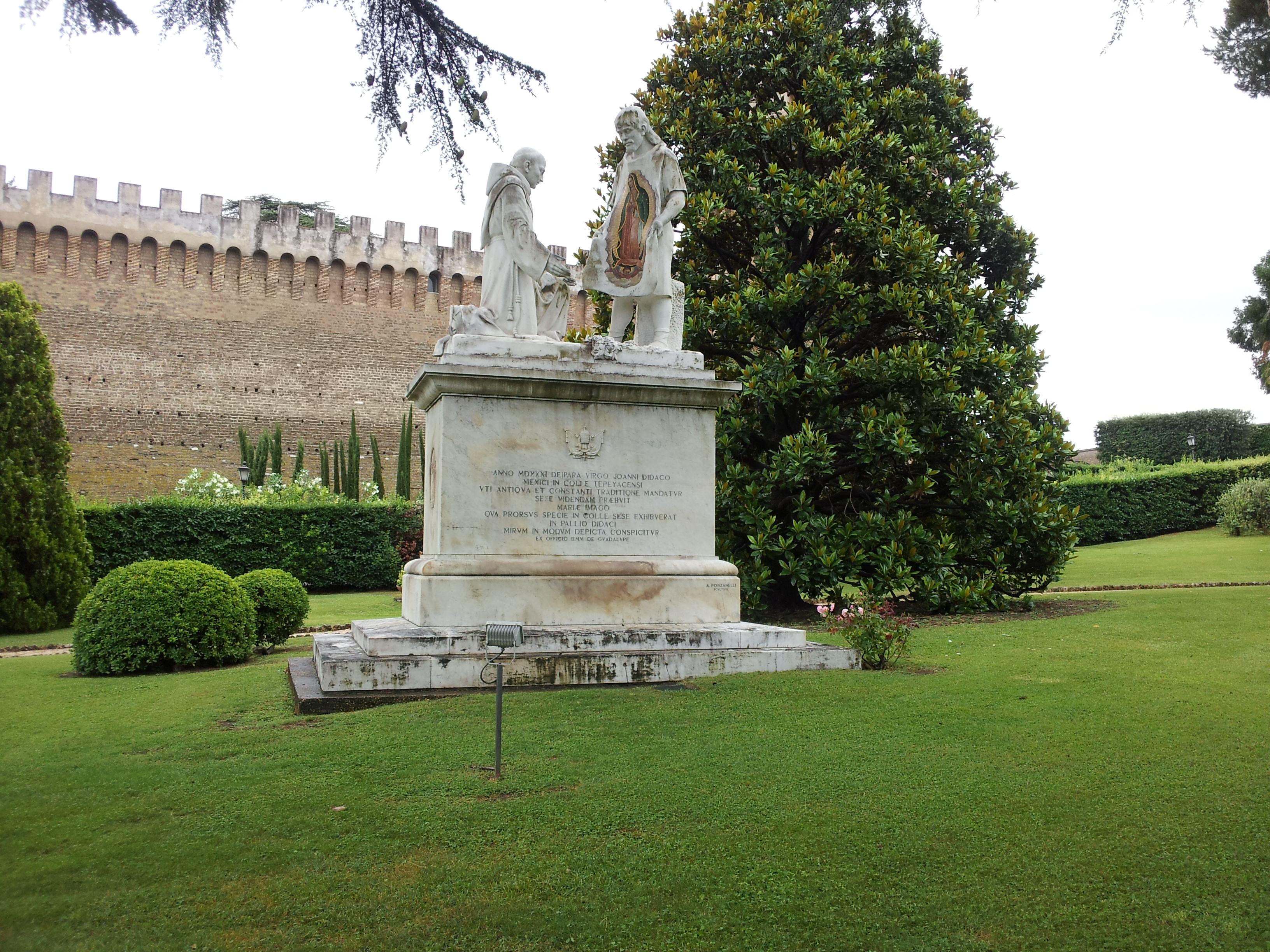
Pomnik św. Juana Diego
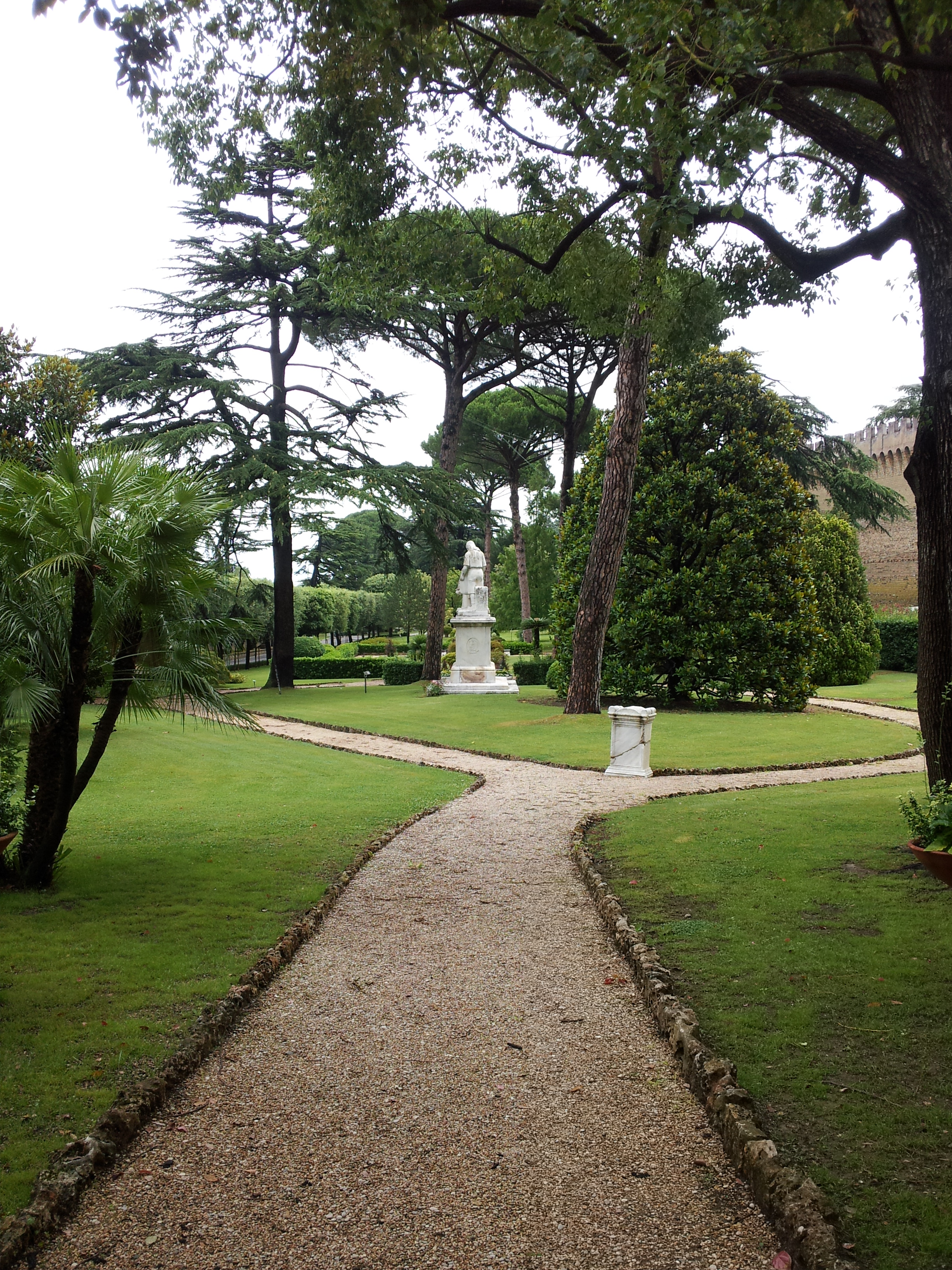
Okolica pomnika Juana Diego
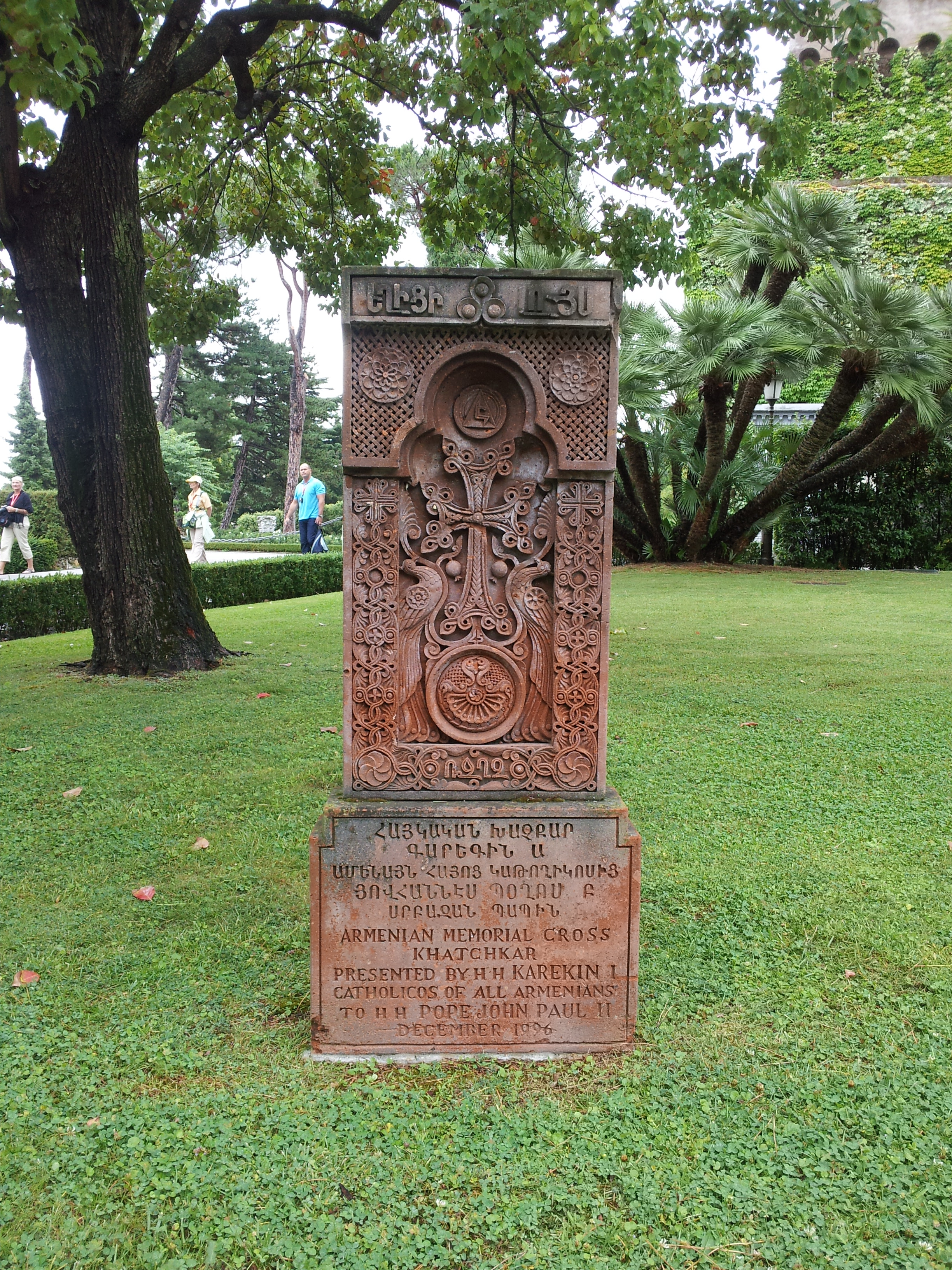
Chaczkar
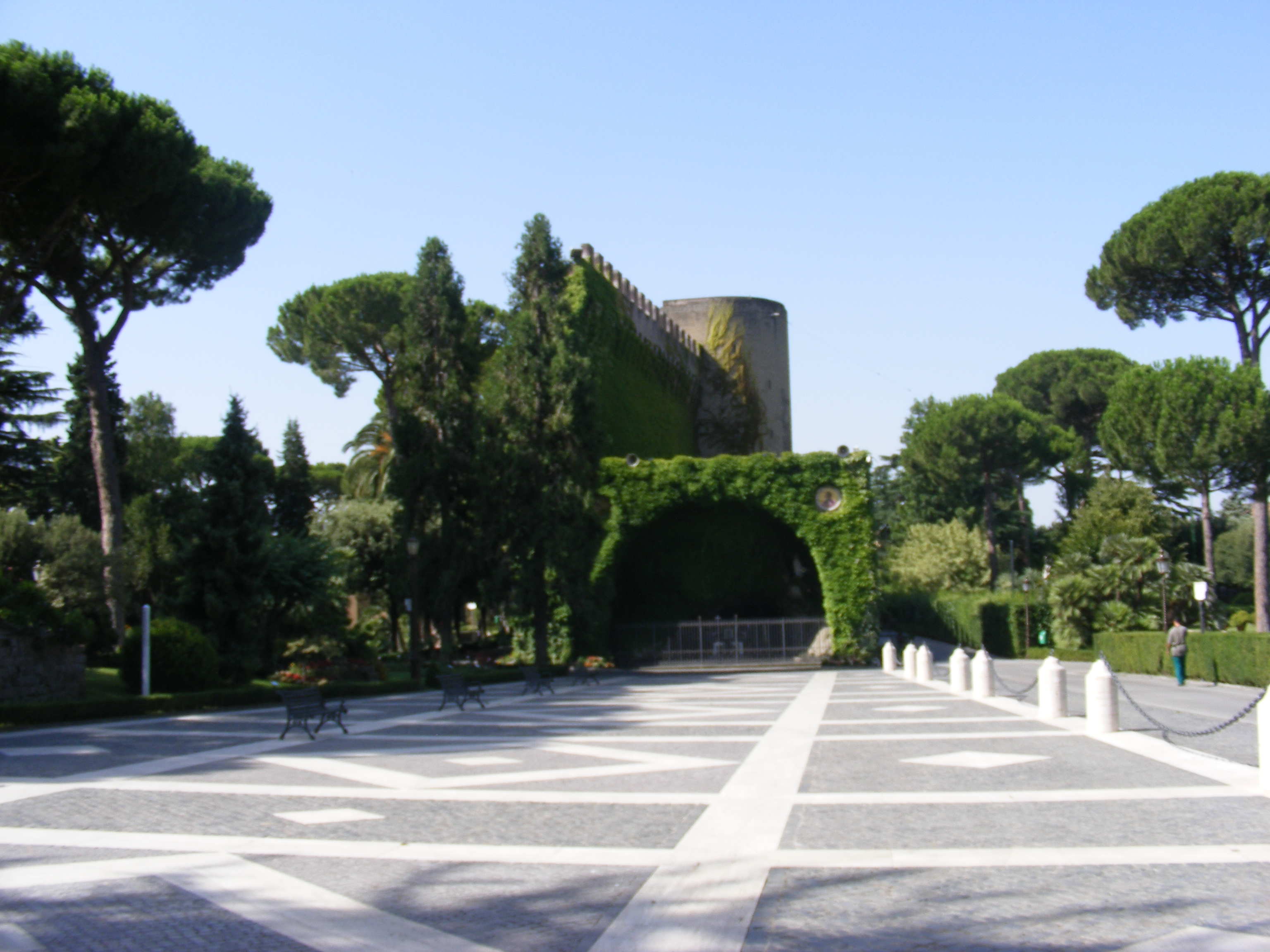
Kopia Groty lourdzkiej
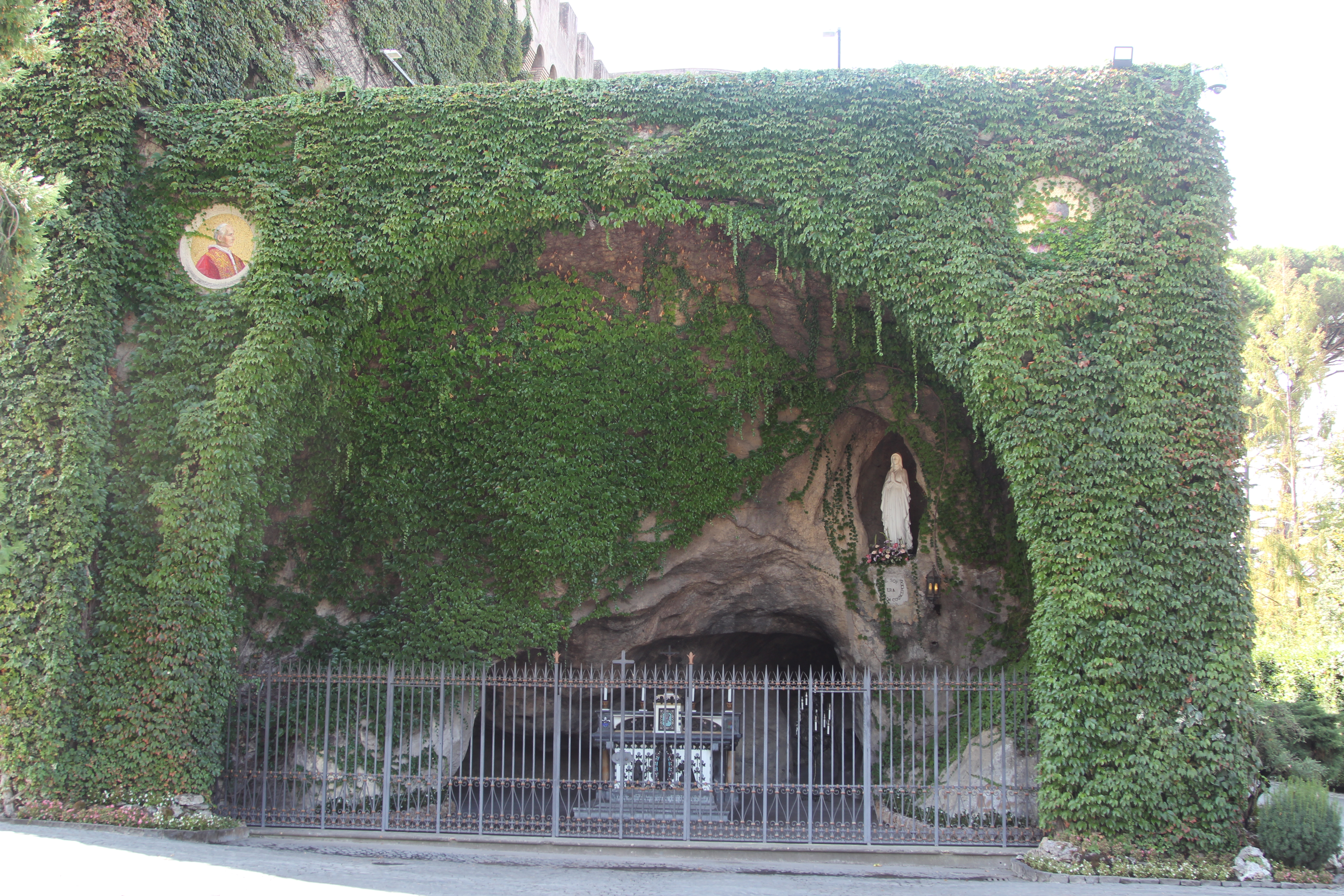
Kopia Groty lourdzkiej

### Ogród francuski
Na północny wschód od Groty Lourdzkiej znajduje się dawna Wieża Leona XIII i fragment średniowiecznych murów. Na rezydencję letnią zamienił wieżę papież Leon XIII. Dzisiaj jest ona siedzibą studia Radia Watykańskiego. Z wieżą sąsiaduje ogród w stylu francuskim, z fontannami i arkadami obsadzonymi różami.

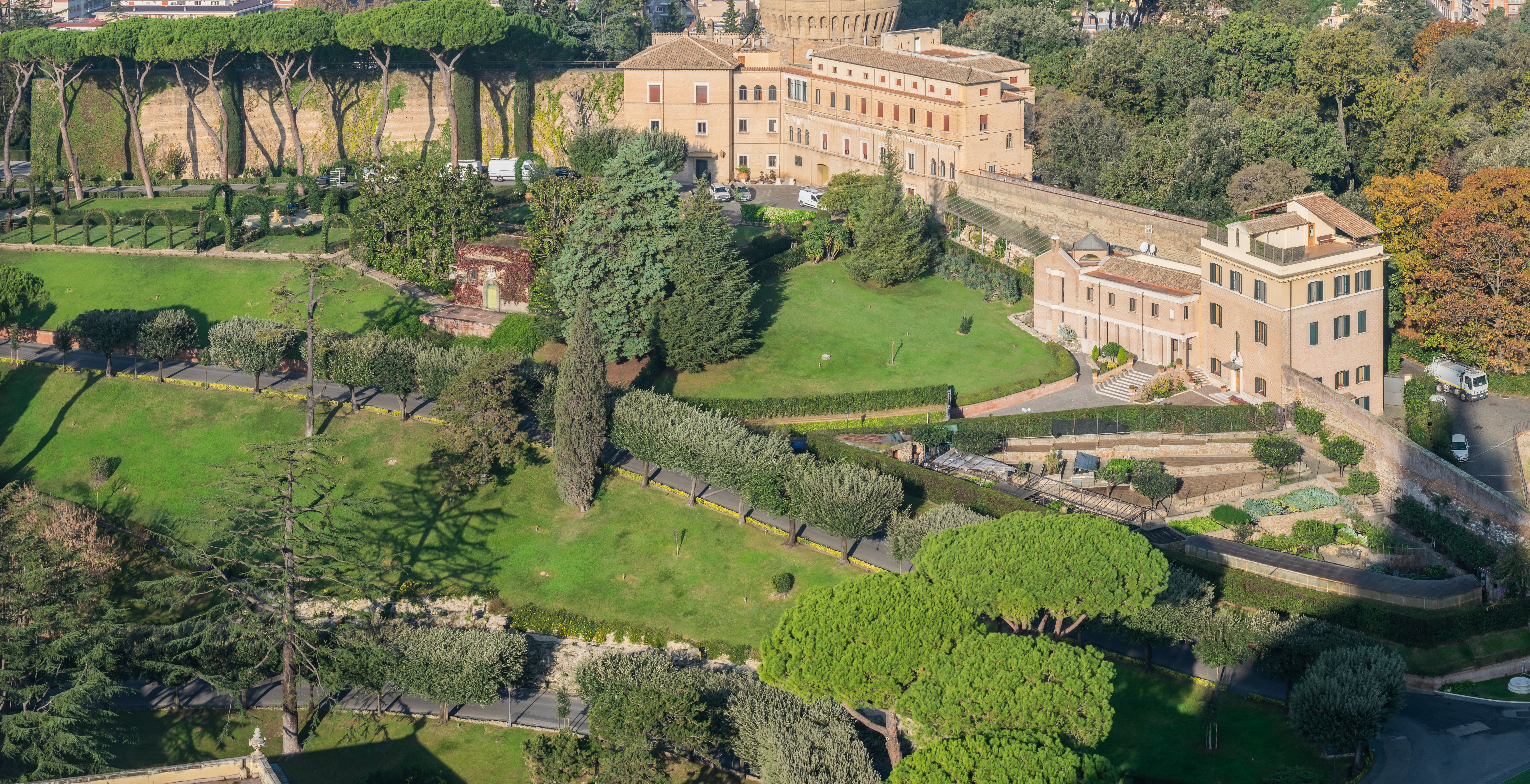
Ogród francuski
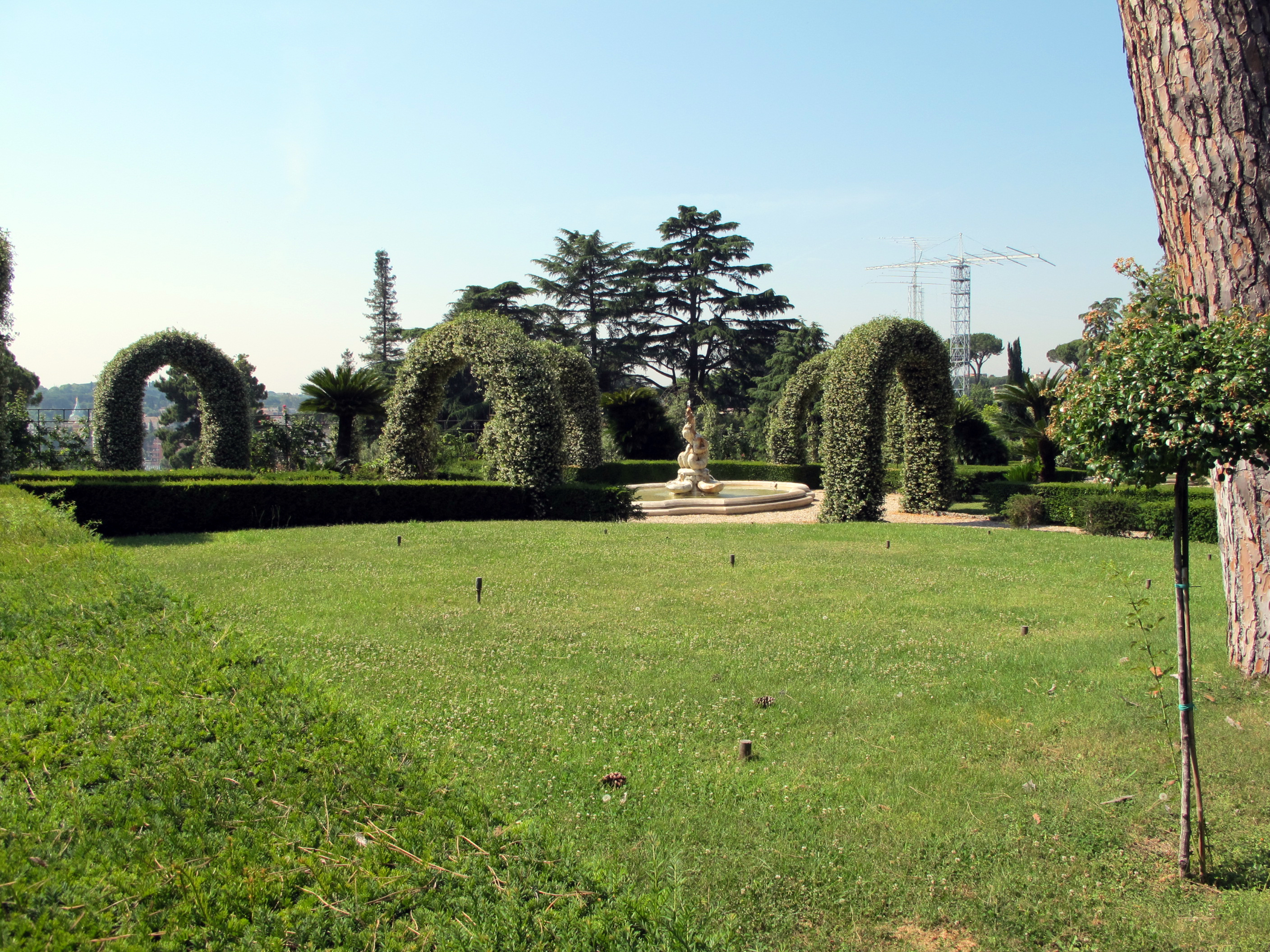
Ogród francuski
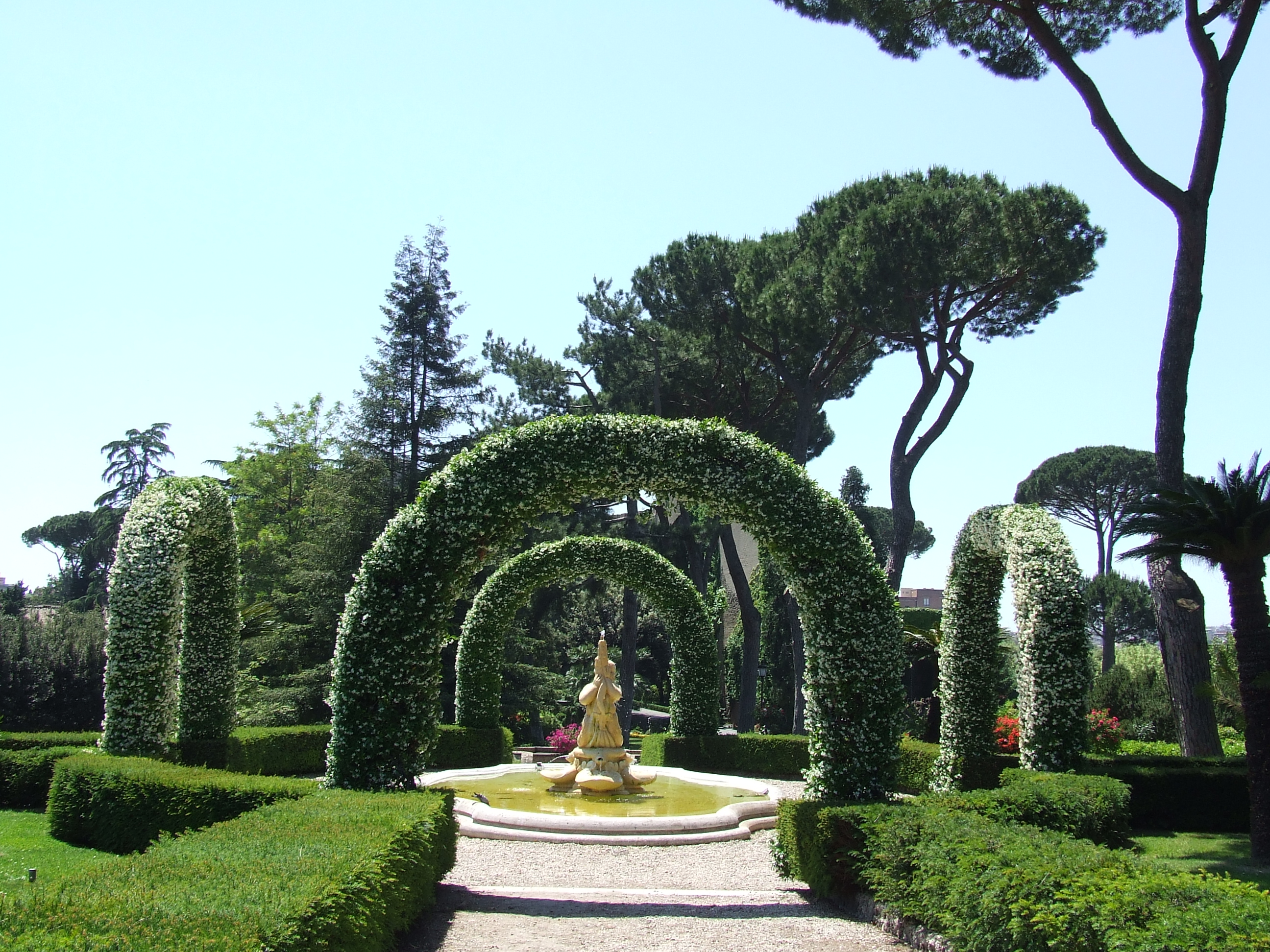
Fontanna
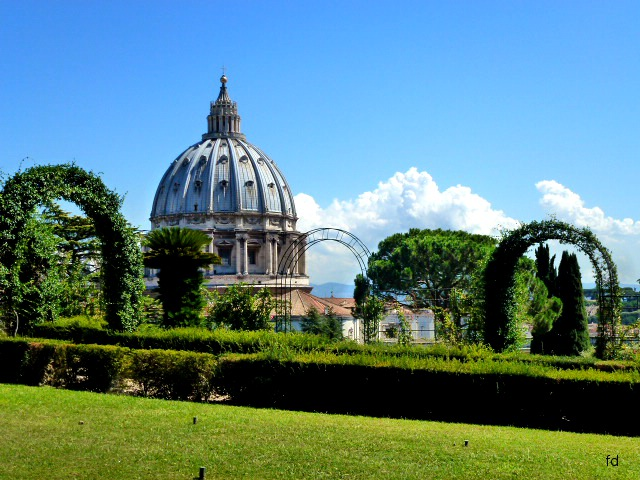
Kopuła bazyliki widziana z ogrodu francuskiego
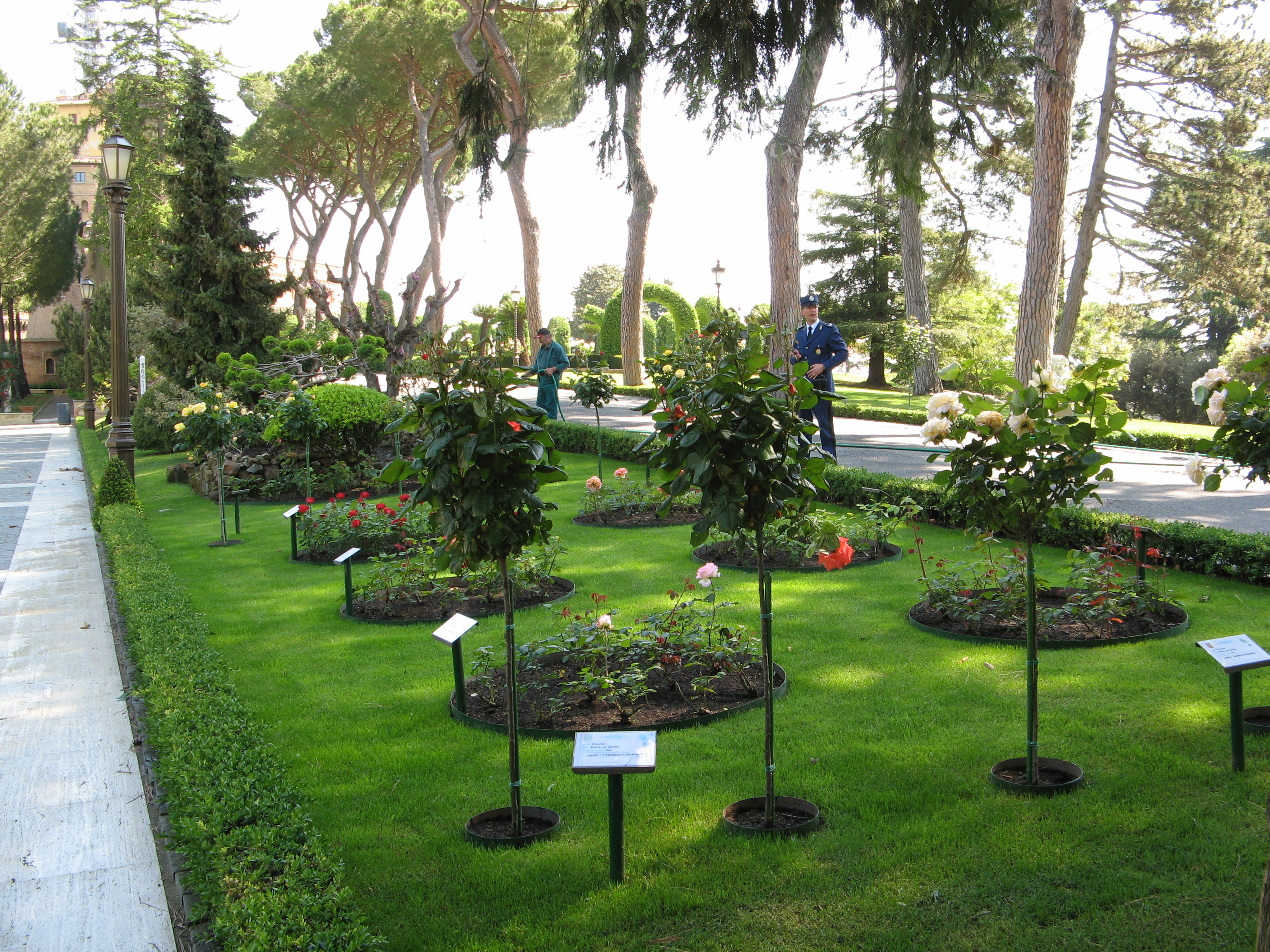
Ogród różany

### Ogród angielski
Na północ od Klasztoru Mater Ecclesiae zaczynają się tereny parkowe w obszarze Państwa Papieskiego, pozostawione z dziko rosnącymi dębami, wiązami i krzewami śródziemnomorskimi. Park poprzecinany jest alejkami z rzeźbami, marmurowymi esedrami i ławkami. Jedna z rzeźb przedstawia św. Piotra w okowach. W parku znajdują się też fontanny. Na skraju parku usytuowana jest duża Fontana dell’Aquilone (pol. Fontanna Akwilona), której fundatorem był papież Paweł V z rodu Borghese, projektantem Giovanni Vasanzio.

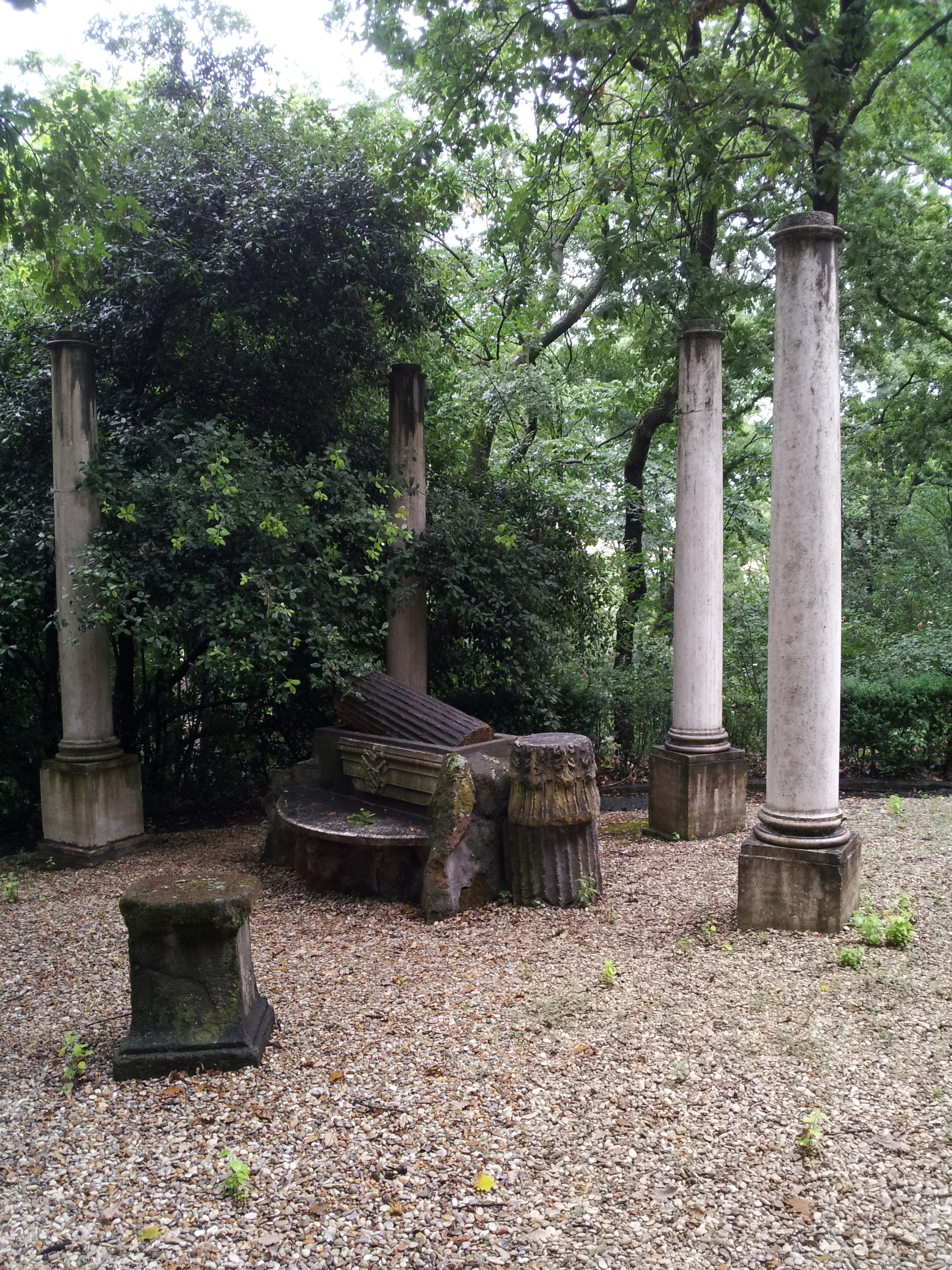
W ogrodzie angielskim
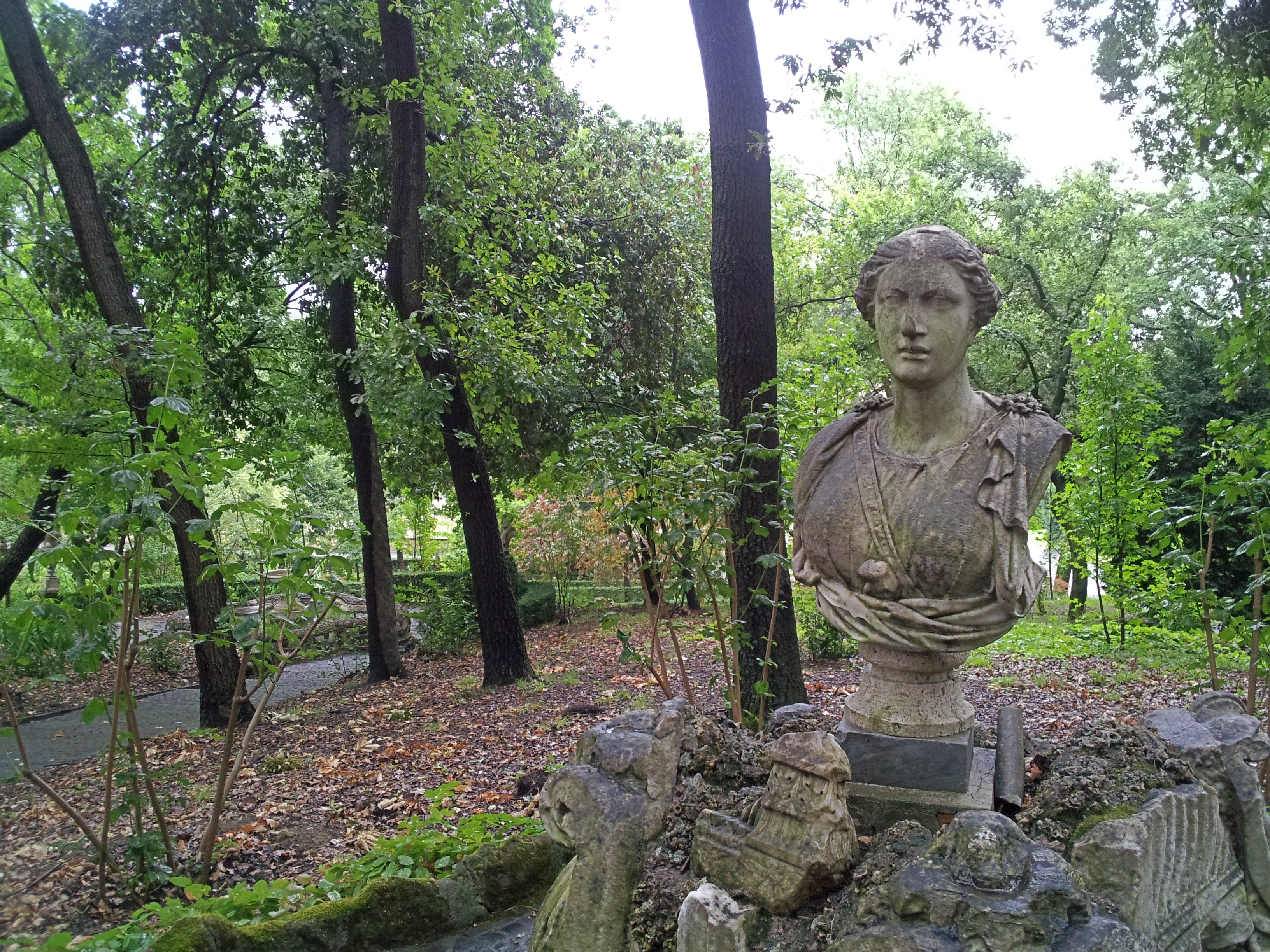
W ogrodzie angielskim

### Domek Piusa IV
Na wschód od ogrodów angielskich, otoczony ogrodem z klombami, znajduje się Domek Piusa IV (wł. Casina di Pio IV). Willę tę zaprojektował Pirro Ligorio. Prace trwały 1558–1561. Ukończono więc ją już za pontyfikatu Piusa IV. Loggię od willi oddziela eliptyczny dziedziniec. Dolna część loggi stylizowana jest na nimfeum. Duży posąg w nimfeum przedstawia boginię Kybele. Sklepienia sal willi zdobią freski Federica Zuccarego, Santiego di Tito i Federica Barocciego. Willa jest siedzibą Papieskiej Akademii Nauk (wł. Pontificia accademia delle scienze).

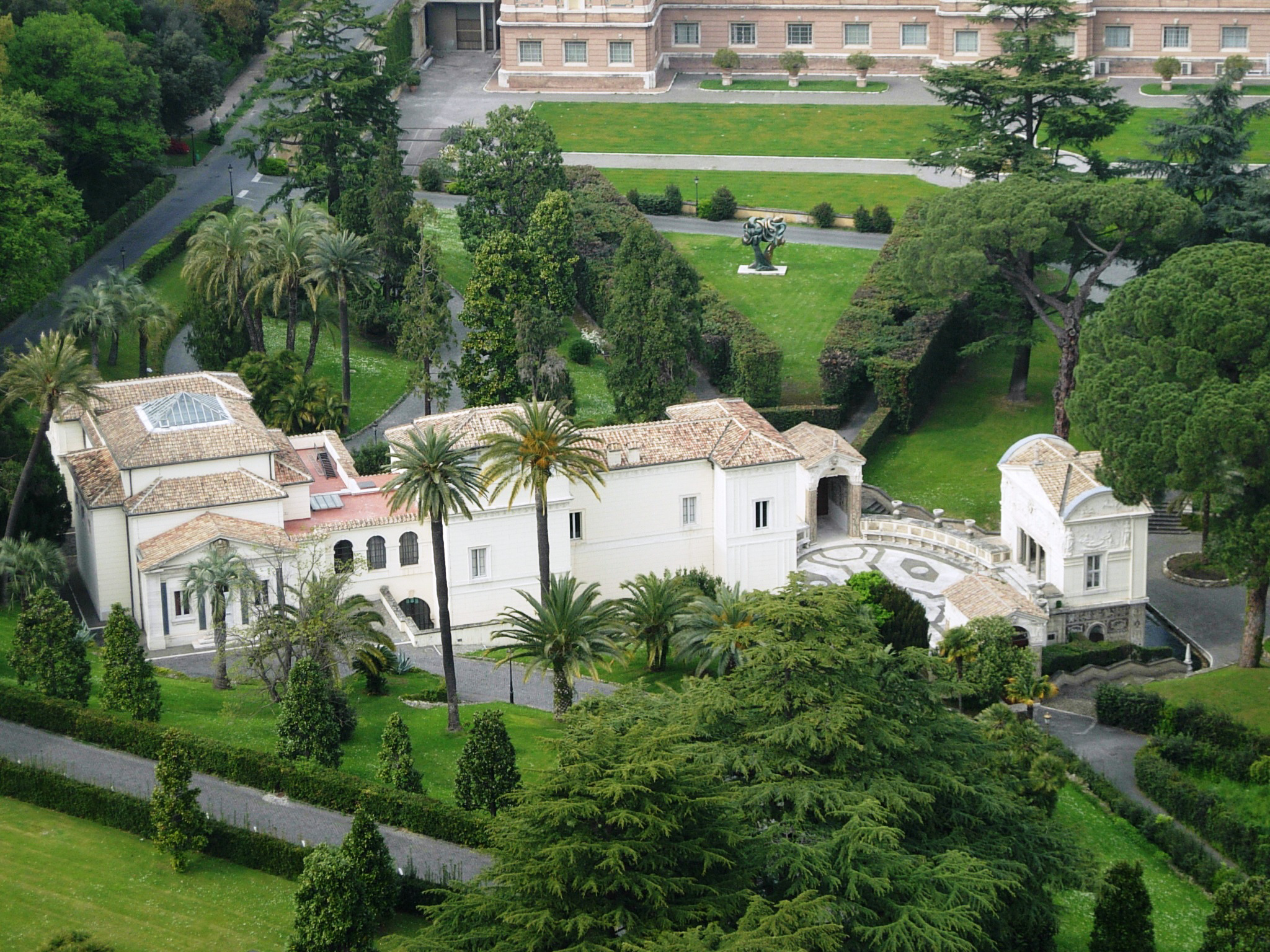
Domek Piusa IV
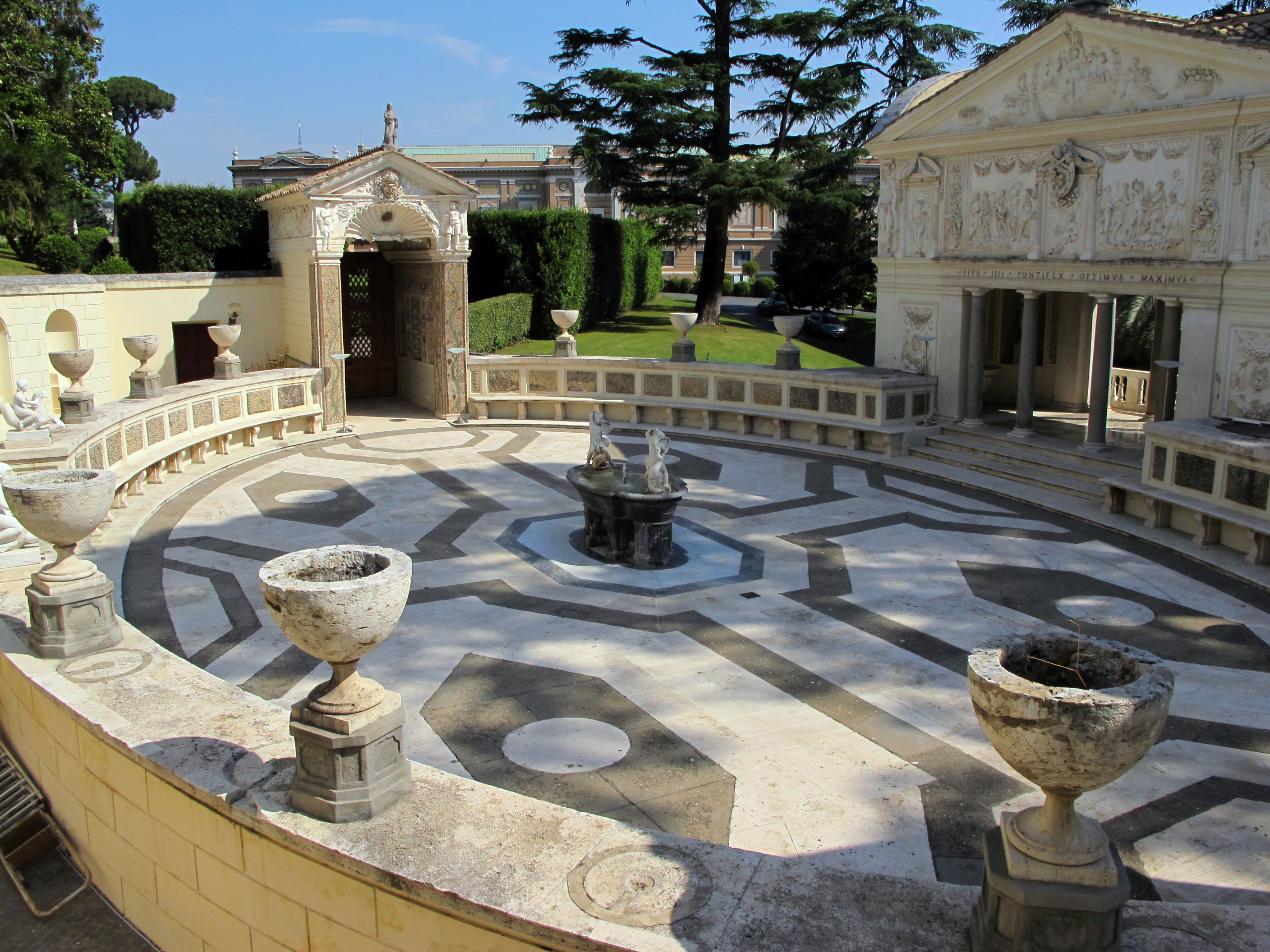
Dziedziniec
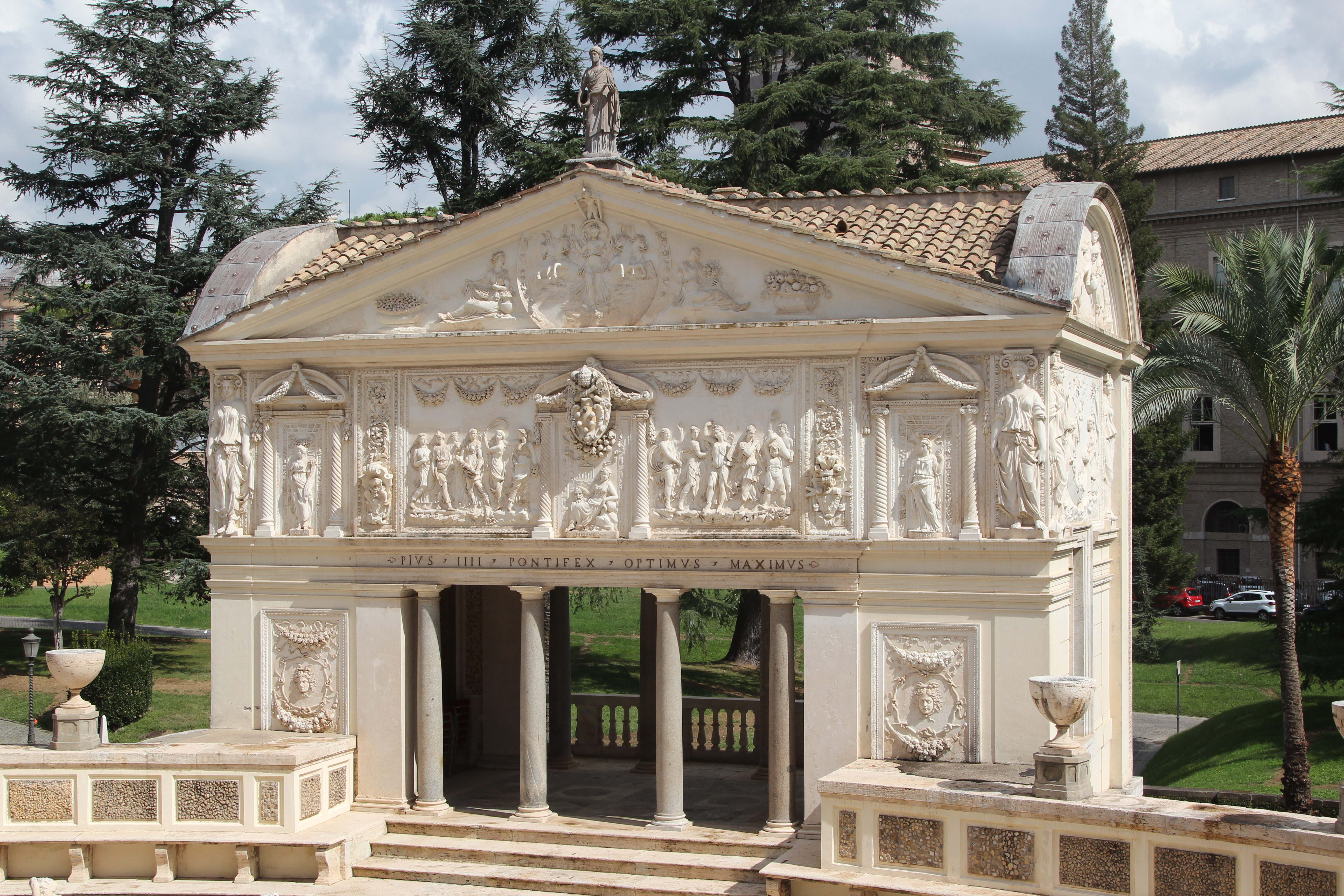
Loggia
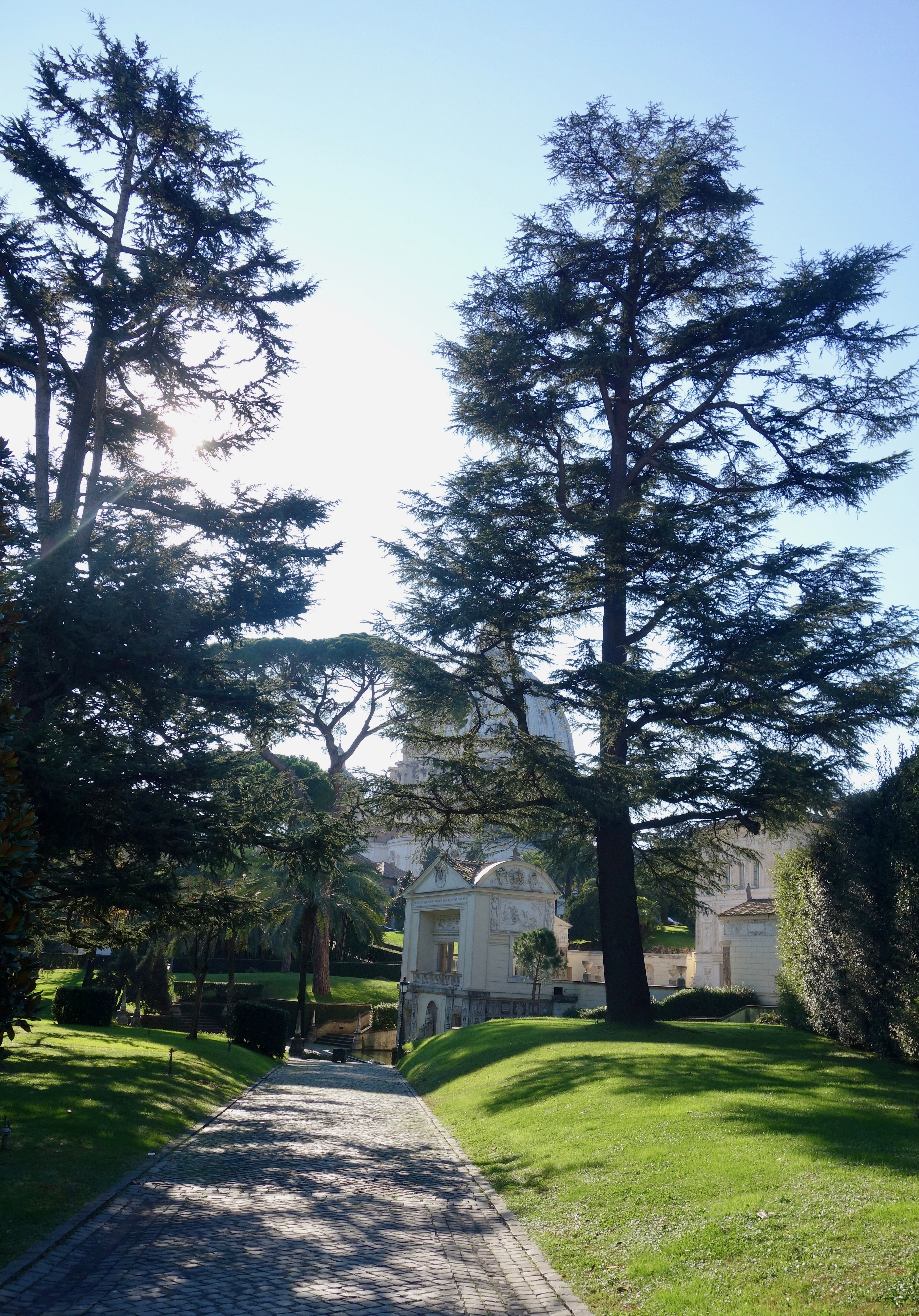
Drzewa w pobliżu loggi
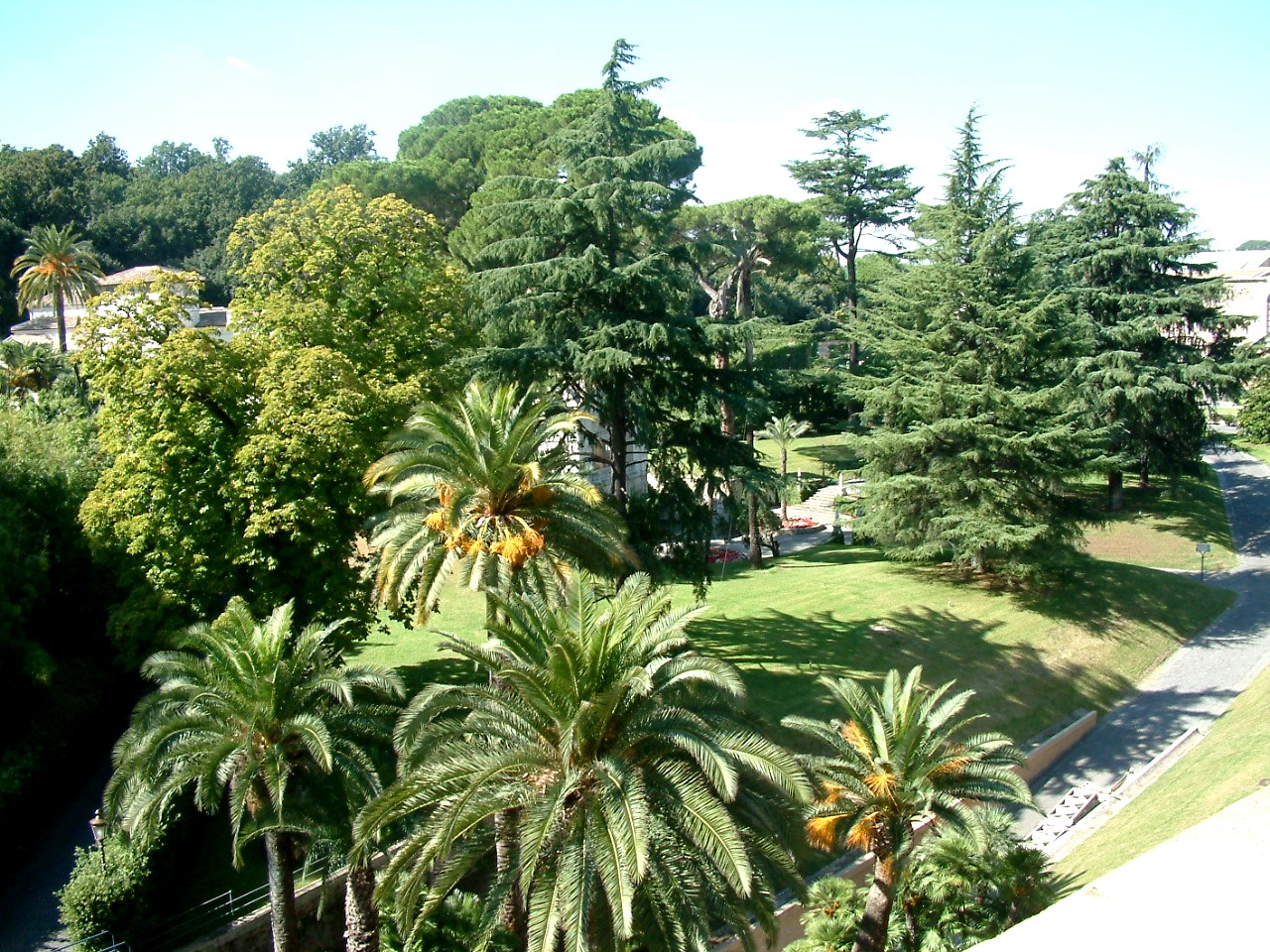
Drzewa w pobliżu loggi
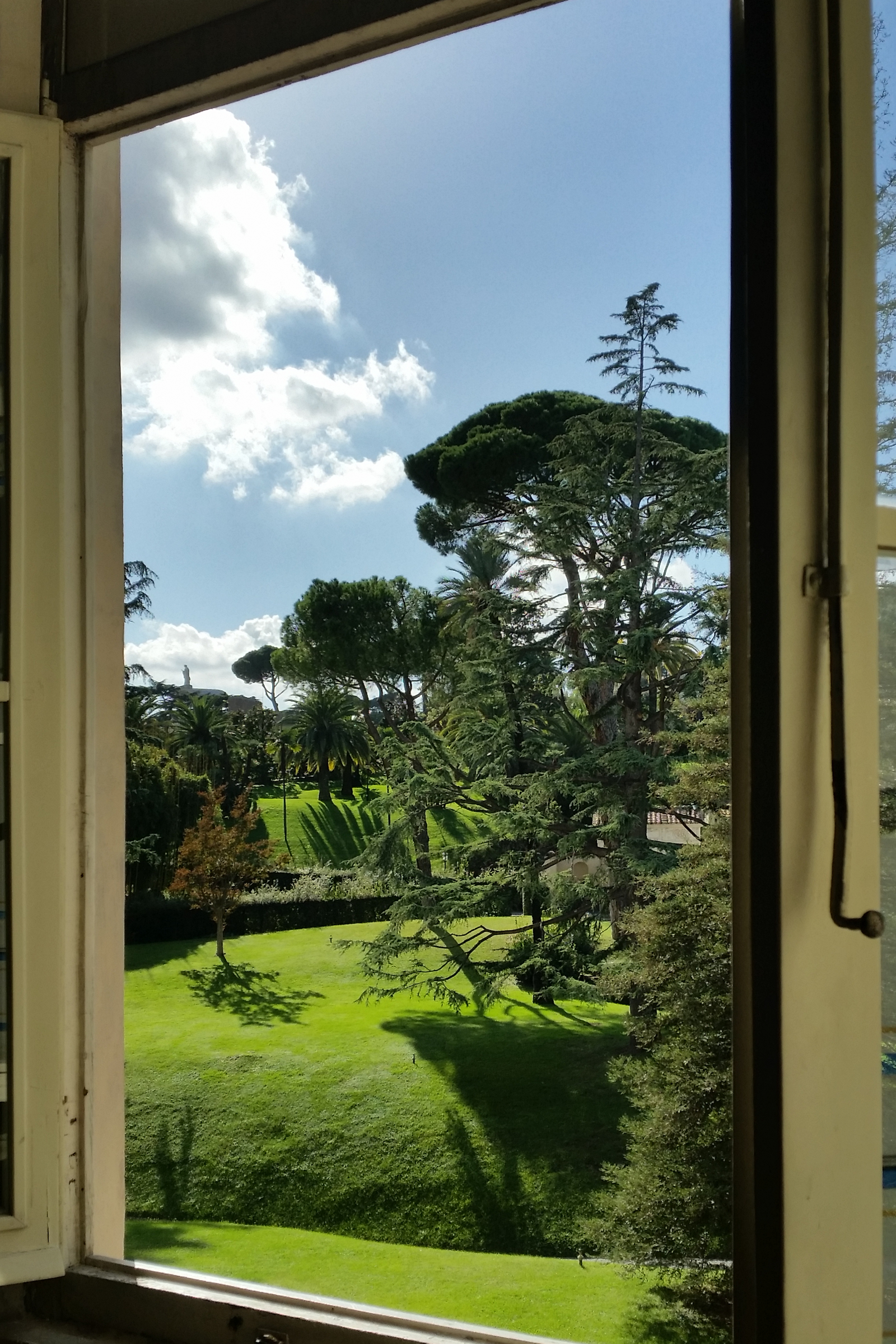
Fragment drzewostanu

### Kwadratowy ogród
Przed budynkiem Pinakoteki Watykańskiej znajduje się Kwadratowy ogród (wł. Giardino Quadrato). Jest on pozostałością tzw. Sekretnego ogrodu z czasów papieża Pawła III.

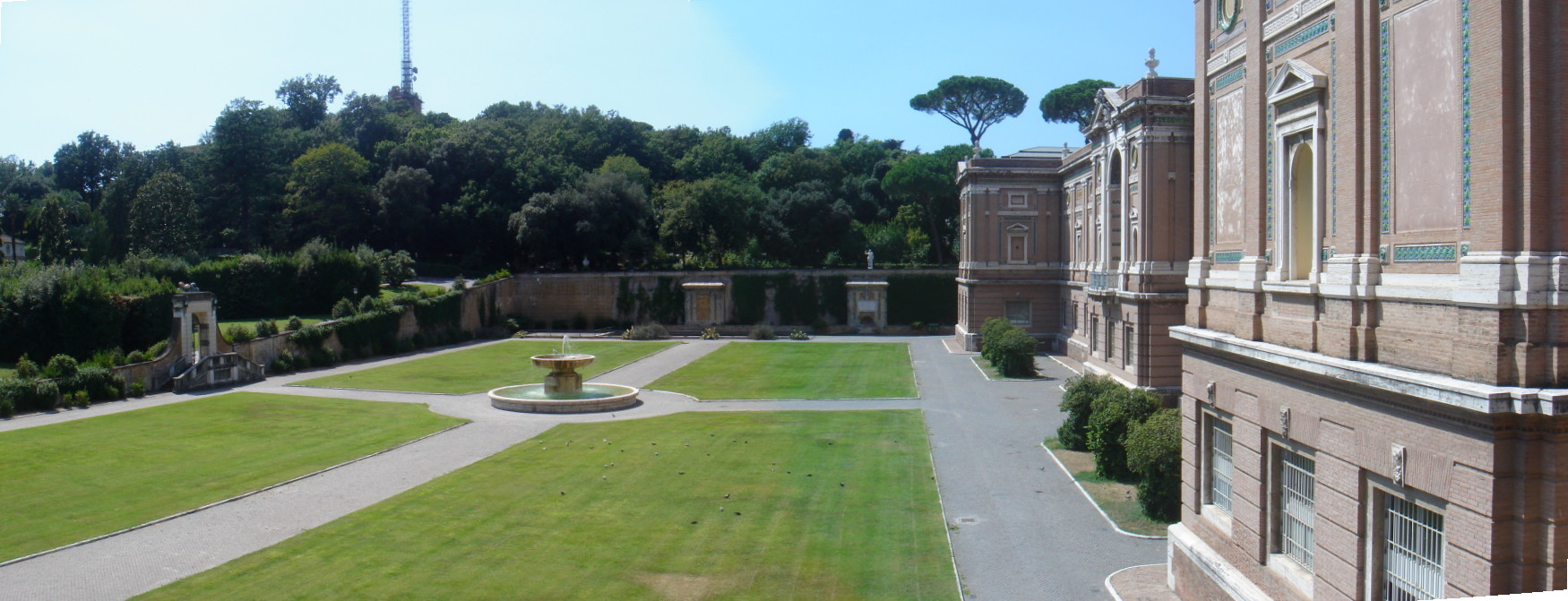
Kwadratowy ogród
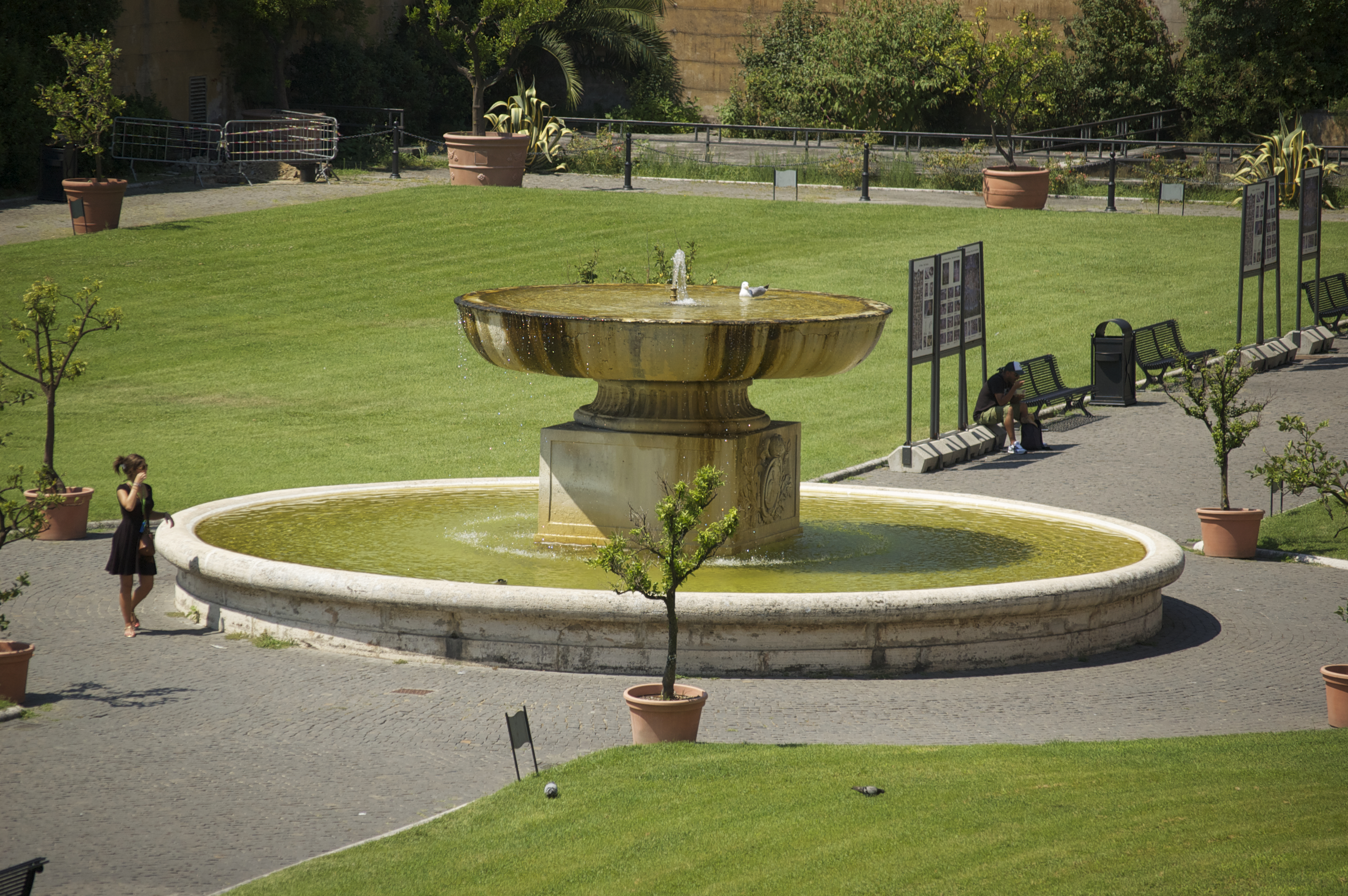
Fontanna
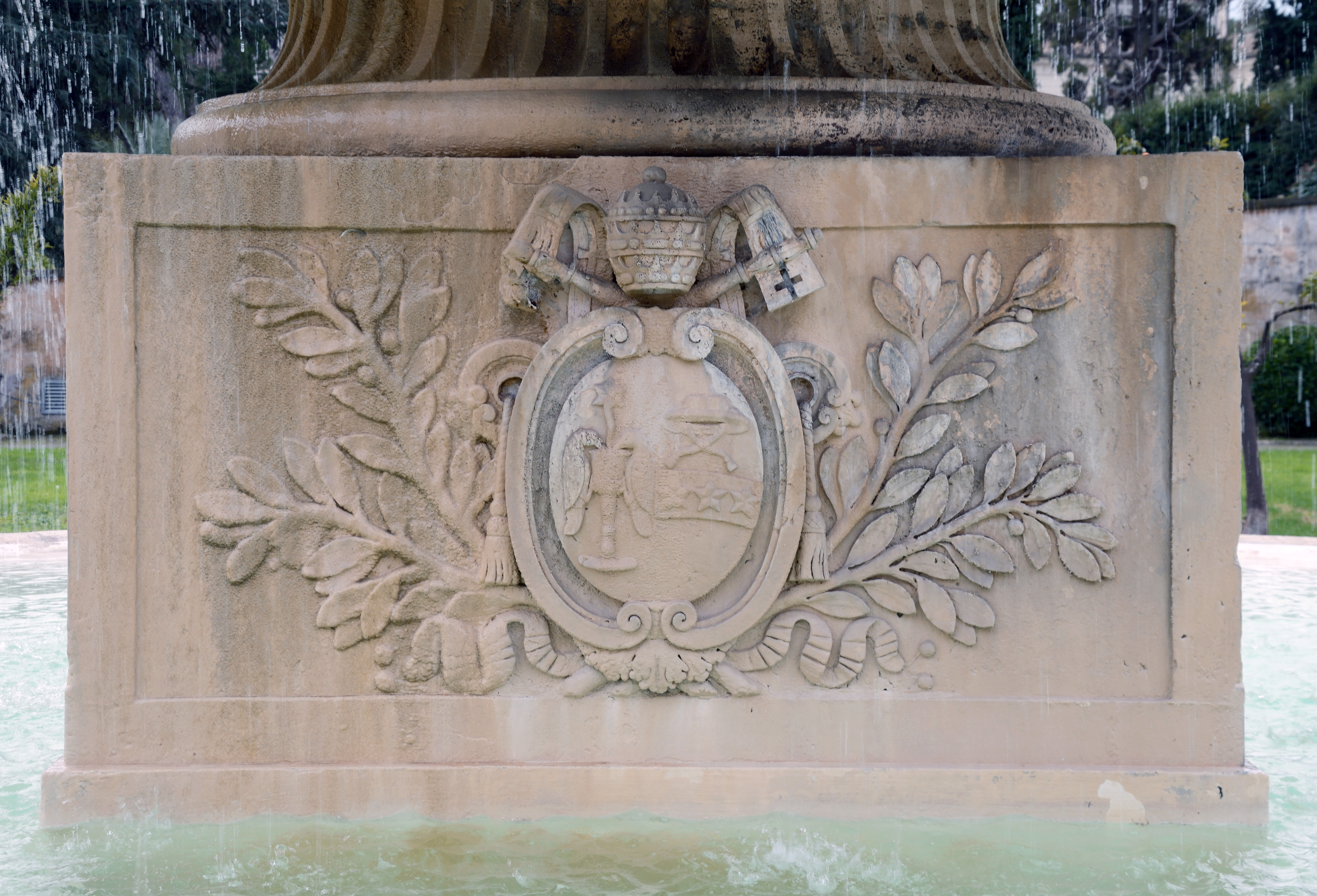
Herb Grzegorza XVI na fontannie

### Fontanna Najświętszego Sakramentu
Na południowy wschód od parku przed Domkiem Piusa IV, oparta o budynek dawnej mennicy, znajduje się Fotnanna Najświętszego Sakramentu (wł. Fontana del Sacramento). Wytryskująca promieniście woda imituje monstrancję. Przy schodach do Pałacu Apostolskiego została zbudowana na wzór pompejański niewielka Fontanna Zwierciadeł, którą zdobi różnokolorowa mozaika.

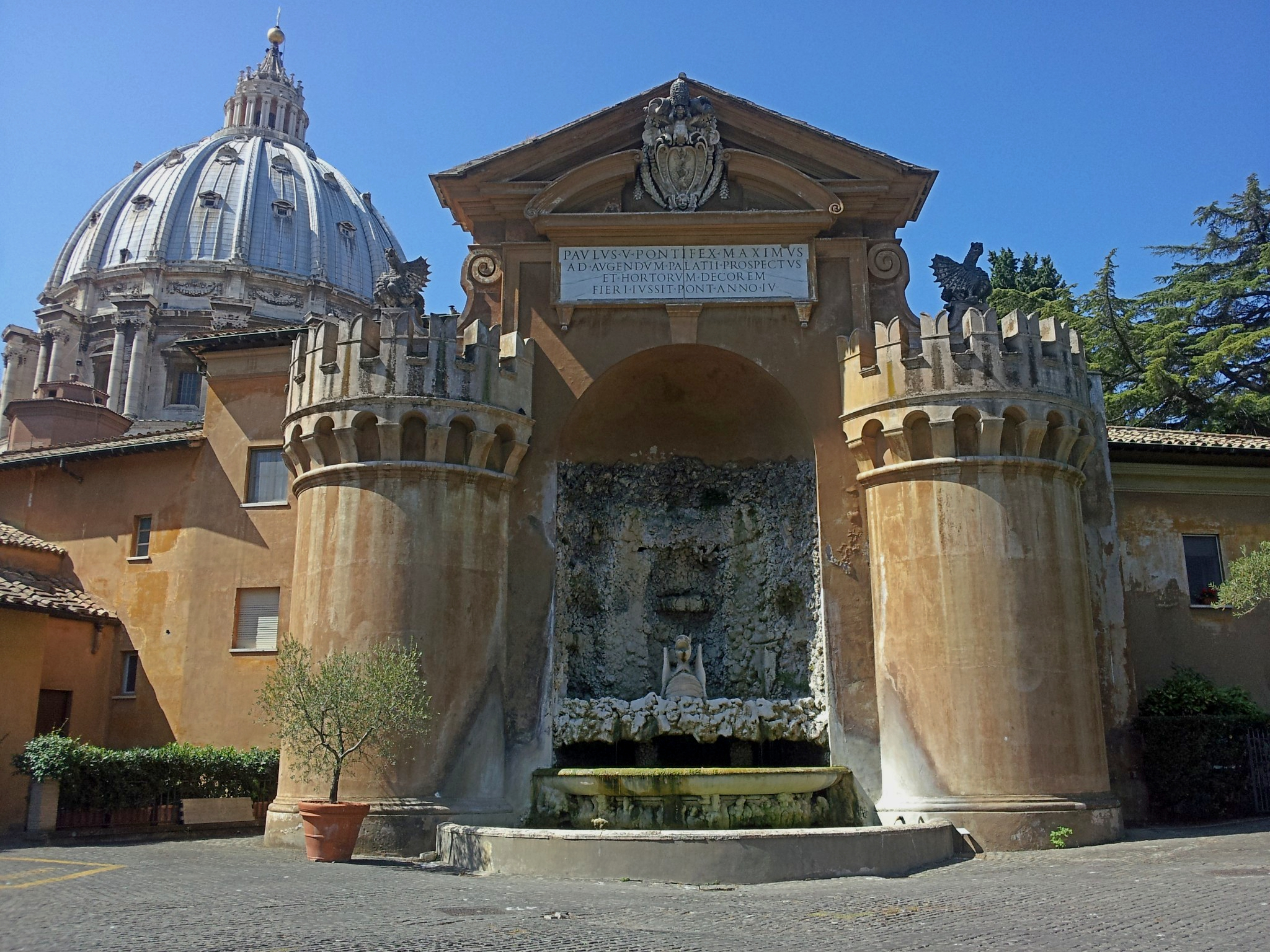
Fontanna Najświętszego Sakramentu
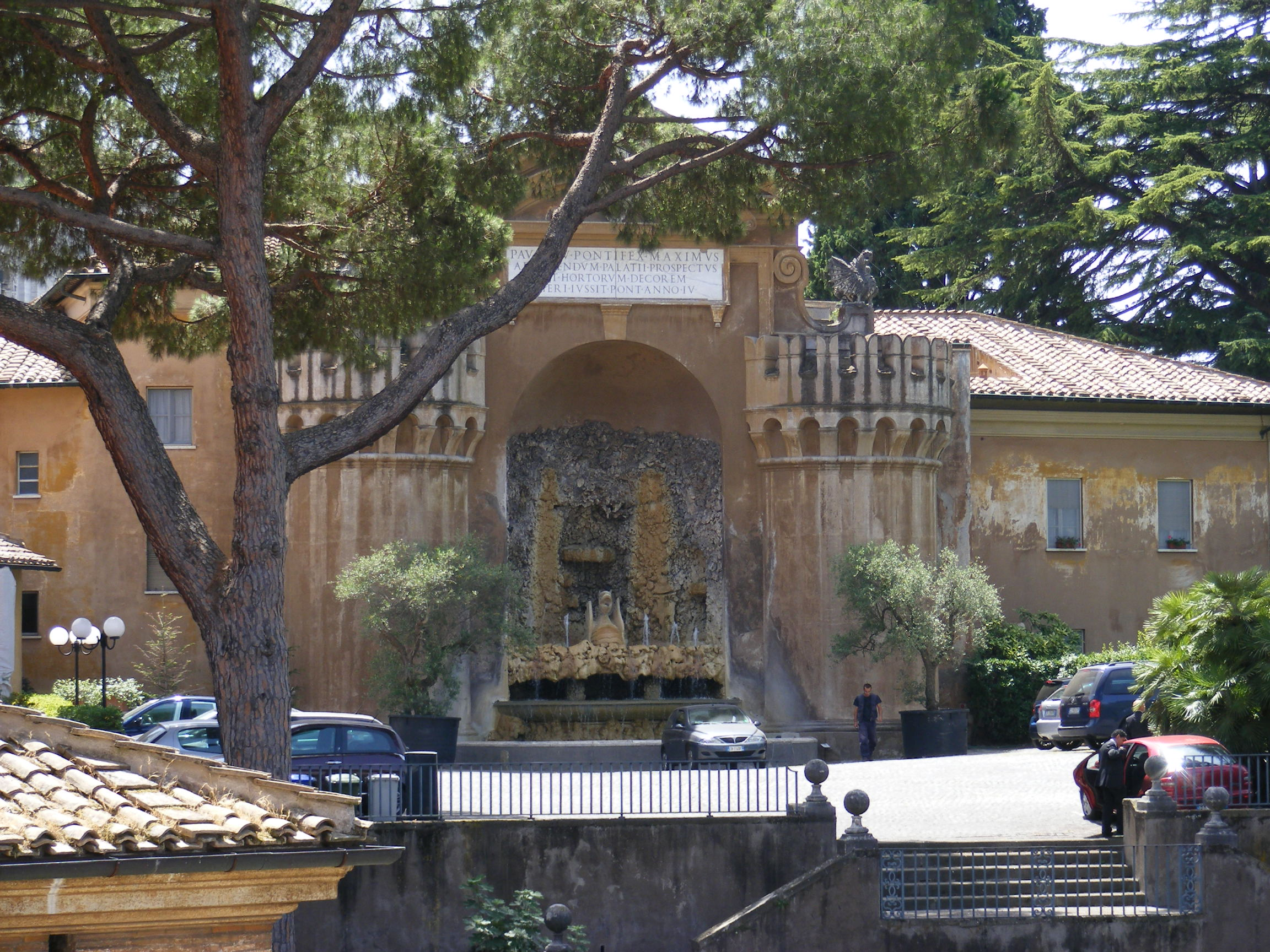
Ściana dawnej mennicy
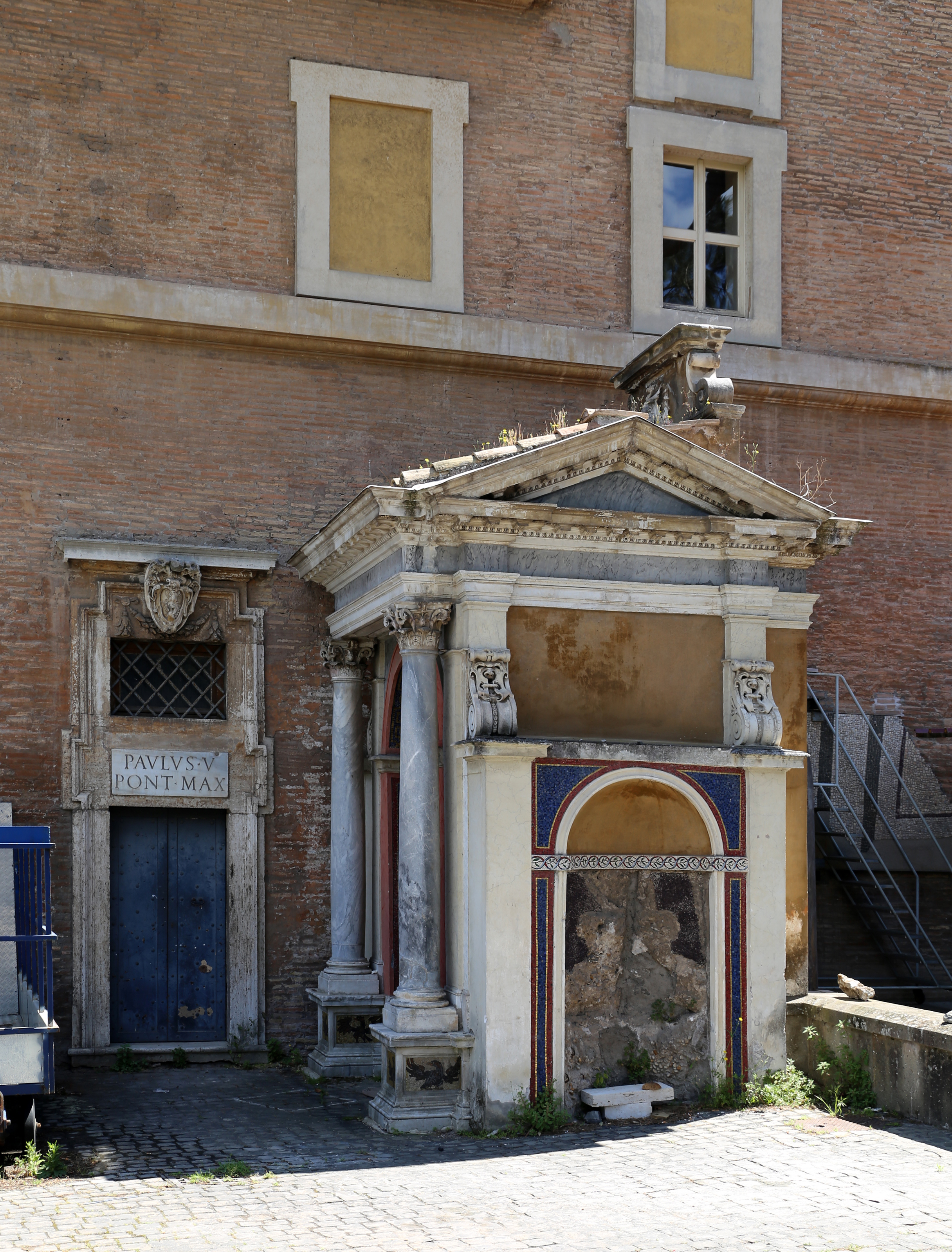
„Tempietto”

## Urzędy i siedziby instytucji
Na obszarze ogrodów rozsiane są budynki stanowiące siedziby urzędów i instytucji, m.in.:
- Pałac Gubernatoratu
- Watykańska Stacja Kolejowa
- Klasztor Mater Ecclesiae
- Kolegium etiopskie (wł. Collegio Etiopico)
- Centrale Trasmittente Marconi (Radio Watykańskie)
- Heliport Watykan